# Stillleben

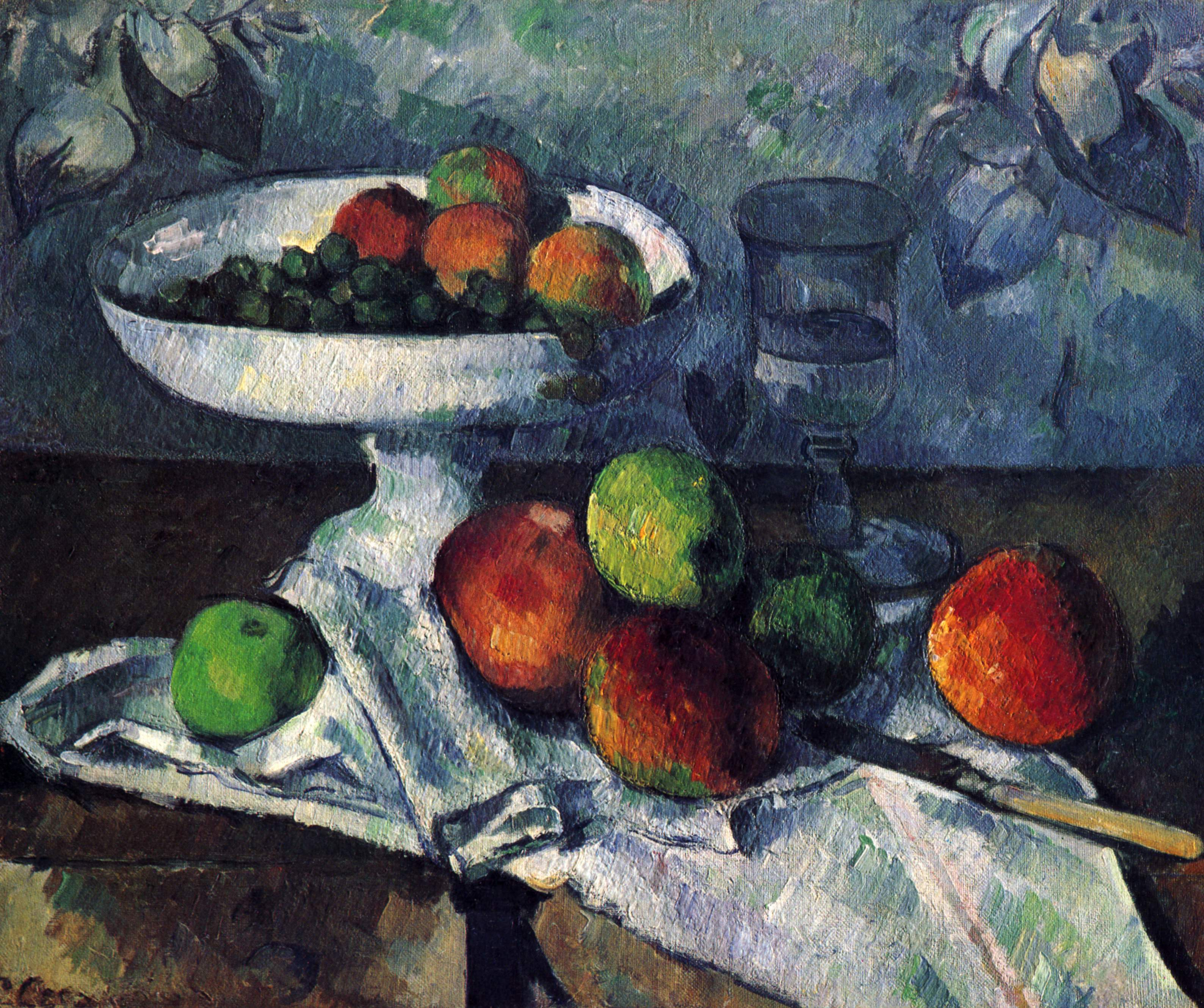
Paul Cézanne: Stillleben mit Obstschale, 1879–80, Museum of Modern Art, New York.

Stillleben bezeichnet in der Geschichte der europäischen Kunsttradition die Darstellung unbelebter bzw. regloser Gegenstände (Blumen, Früchte, tote Tiere, Gläser, Instrumente o. a.). Auswahl und Gruppierung der Motive richtete sich nach inhaltlichen (manchmal symbolischen) und ästhetischen Aspekten. Zu einer eigenständigen Gattung der Malerei entwickelten sich diese Darstellungen am Anfang des 17. Jahrhunderts im Barock. Es wird unterschieden nach den dargestellten Gegenständen; es ergeben sich so die Unterarten Blumen-, Bücher-, Fisch-, Früchte-, Frühstücks-, Jagd-, Küchen-, Markt-, Musikinstrumenten-, Vanitas- oder Waffenstillleben. Die Übergänge zu den Bildgattungen Interieur, Tierstück oder Genre sind zuweilen fließend.

## Begriff und Begriffsgeschichte
Bei der Betrachtung des Stilllebens und seiner Entwicklung muss unterschieden werden zwischen einem weiteren und einem engeren Gattungsbegriff. Als Stillleben im weiteren Sinne gelten alle Darstellungen von Objektkompositionen und stilllebenartigen Arrangements – besonders zeitlich vor der Etablierung der Stilllebenmalerei als eigene Gattung der Malerei im 17. Jahrhundert. Stillleben im weiteren Sinn gab es höchstwahrscheinlich zu allen Zeiten und bei allen Kulturen. Hierzu zählen sowohl die Malereien auf Seide und Porzellan aus China und Japan als auch die dekorativen Mosaike und Wandfresken der Antike.
Der Begriff stil leven (niederl.: stil = unbewegt und leven = Dasein) für ein Gemälde ist zum ersten Mal um 1650 in einem holländischen Inventar zu finden. Davor und auch noch danach bestimmten die wesentlichen Bildgegenstände die Bezeichnung eines Gemäldes (z. B. 1614 Een koocken en fruytbort; 1624 Een bancket schilderytgen; 1631 Een dootshooft; 1669 Een biertje met een toebackje; 1691 Een oesterbanketje met een roemer; u. ä.). Arnold Houbraken übernahm Anfang des 18. Jahrhunderts die Bezeichnung stilleven für derartige Gemälde in seinem Werk über die Kunst De groote schouburgh der Nederlantsche konstschilders en schilderessen (1718–1721). Joachim von Sandrart prägte 1675 in dem ersten großen Quellenwerk der deutschen Kunstgeschichtsschreibung Teutschen Academie der edlen Bau-, Bild- und Malereykünste den Begriff stillstehende Sachen. Das Wort Stillleben, in Anlehnung an den niederländischen Begriff, erscheint in der deutschen Sprache Mitte des 18. Jahrhunderts. Eine französische Bezeichnung wie nature morte od. vie coye wurde vielleicht in den theoretischen Diskussionen der französischen Akademie im 17. Jahrhundert geprägt, ist aber ebenfalls erst für die Mitte (bzw. Ende) des 18. Jahrhunderts belegt – ebenso der englische Ausdruck still life. Im frühen 19. Jahrhundert hatte sich der Begriff Stillleben als Bezeichnung der Gattung in den verschiedenen Übersetzungen (stilleven, nature morte, natura morta, still life usw.) etabliert.

## Entwicklung

### Antike

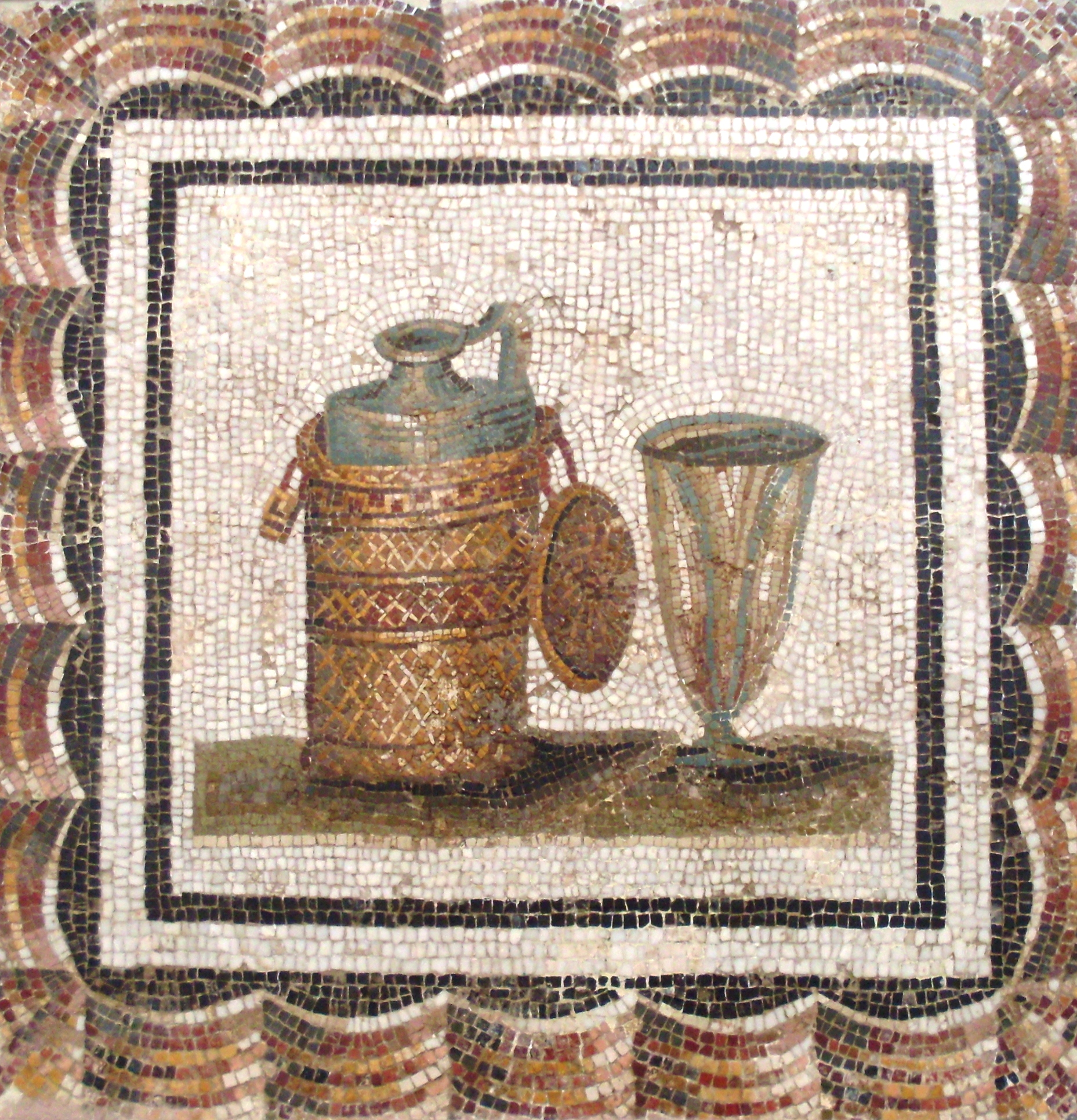
Weinflasche und Trinkglas, Bardo-Museum, Tunis

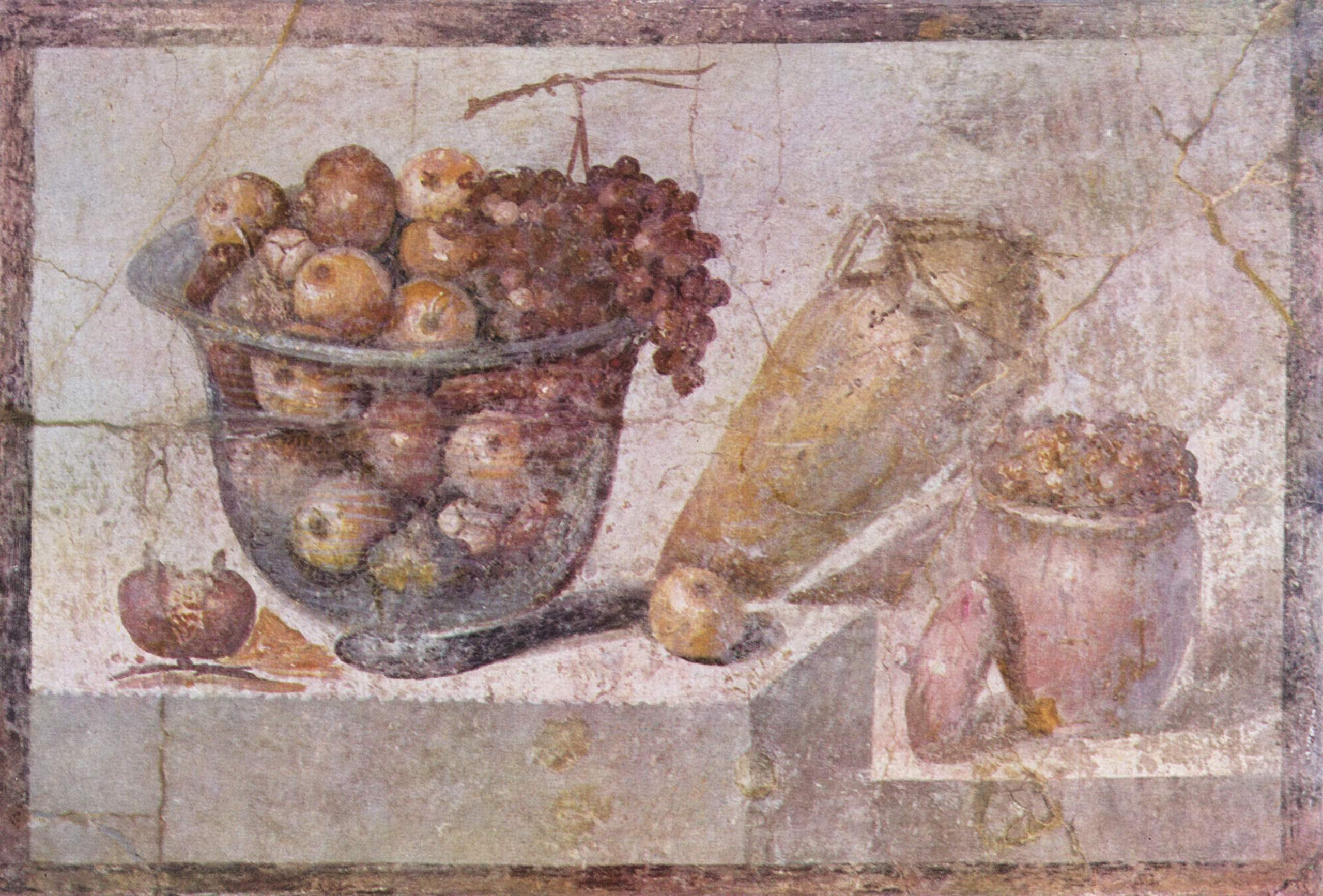
Stillleben aus dem Haus der Julia Felix in Pompeji, um 70 n. Chr.

Die bekannteste Anekdote über antike Stilllebenmalerei ist wohl jene über den Künstlerwettstreit zwischen Zeuxis und Parrhasios, die von Plinius überliefert wurde. Demnach malte Zeuxis anlässlich des Wettstreits ein Ensemble von Trauben so täuschend echt, dass die Vögel nach diesen pickten. Seines Sieges gewiss, sollte nun Parrhasios sein verhangenes Bild enthüllen. Zur Beschämung des Zeuxis war jedoch auch der Vorhang gemalt. Des Weiteren berichtet Plinius über den antiken Künstler Sosos, der liegengelassene Essensabfälle als Fußbodenmosaik nachbildete, den sogenannten Ungefegten Raum, was zahlreiche römische Fußbodenmosaiken als Thema übernahmen.
Um stilllebenartige Kunstwerke der Antike im engeren Sinne handelt es sich bei den (zunächst griechischen) Xenien. Dies sind Abbildungen von Lebensmitteln in Anlehnung an den Brauch des Gastgeschenks. Diese Abbildungen lösten sich aber bald aus diesem Zusammenhang und erhielten eine dekorative und repräsentative Funktion. Derartige Malereien und Mosaike mit Darstellungen von Esswaren, Blumen, Geschirr, gedeckten Tischen, Silbergeräten oder Schreibgeräten – auch in Kombination mit lebenden Tieren – in antiken Villen veranschaulichen den Ertrag der Domäne und somit den Reichtum des Grundbesitzers. So finden sich derartige Xenien gemäß ihrer repräsentativen Funktion im Empfangs- oder Speiseraum. Bekannt ist ebenfalls, dass in der Antike neben stilllebenartigen Darstellungen an Wänden und auf Fußböden auch autonome Kunstwerke mit der Abbildung lebloser Dinge gesammelt wurden. Zu diesen leblosen Dingen zählte auch bereits in der Antike der Totenkopf als Carpe diem-Aufforderung (Vanitasgedanke). Die antike Darstellung lebloser Dinge weist deutliche Parallelen in Motivik, Funktion und illusionistischer Machart zu den Stillleben späterer Epochen auf.

### Mittelalter und Renaissance

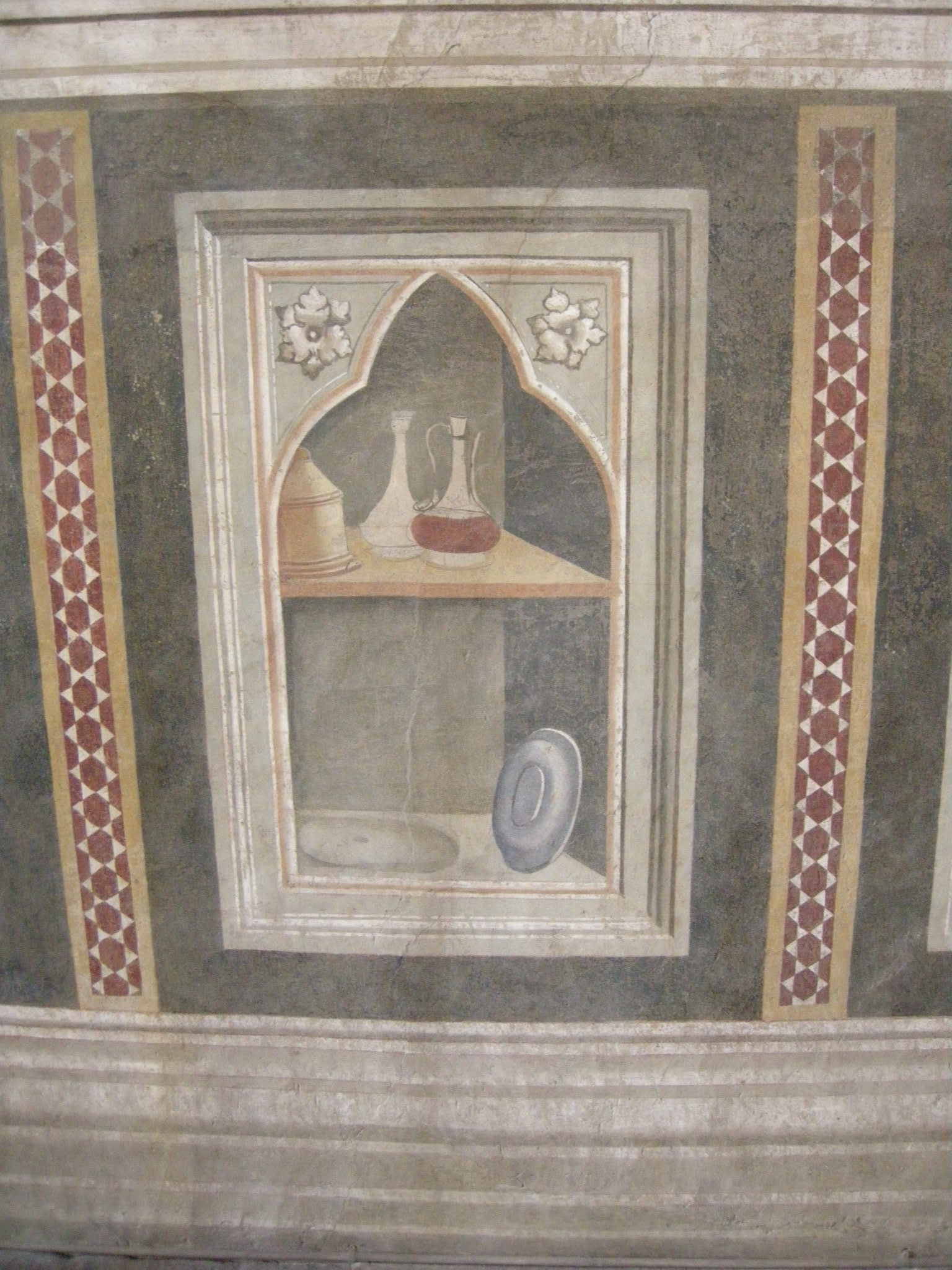
Taddeo Gaddi: Nische mit Patene, Pyxis und Ampullen, 1328–1830, Fresko, 97 × 61 cm, Santa Croce, Florenz

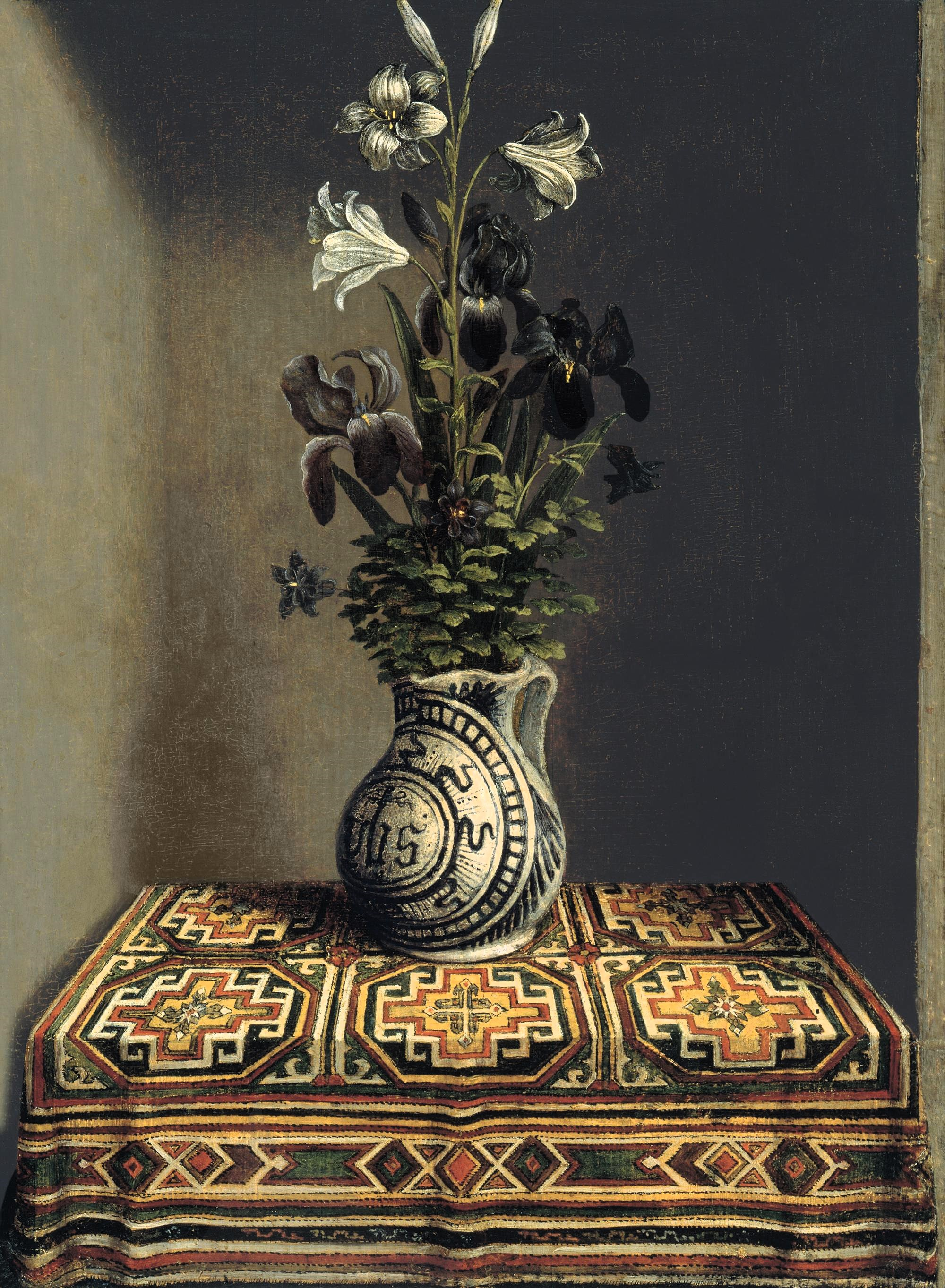
Hans Memling: Vase mit Blumen, ca. 1485, Öl auf Holz, 28,5 × 21,5 cm, Museo Thyssen-Bornemisza, Madrid

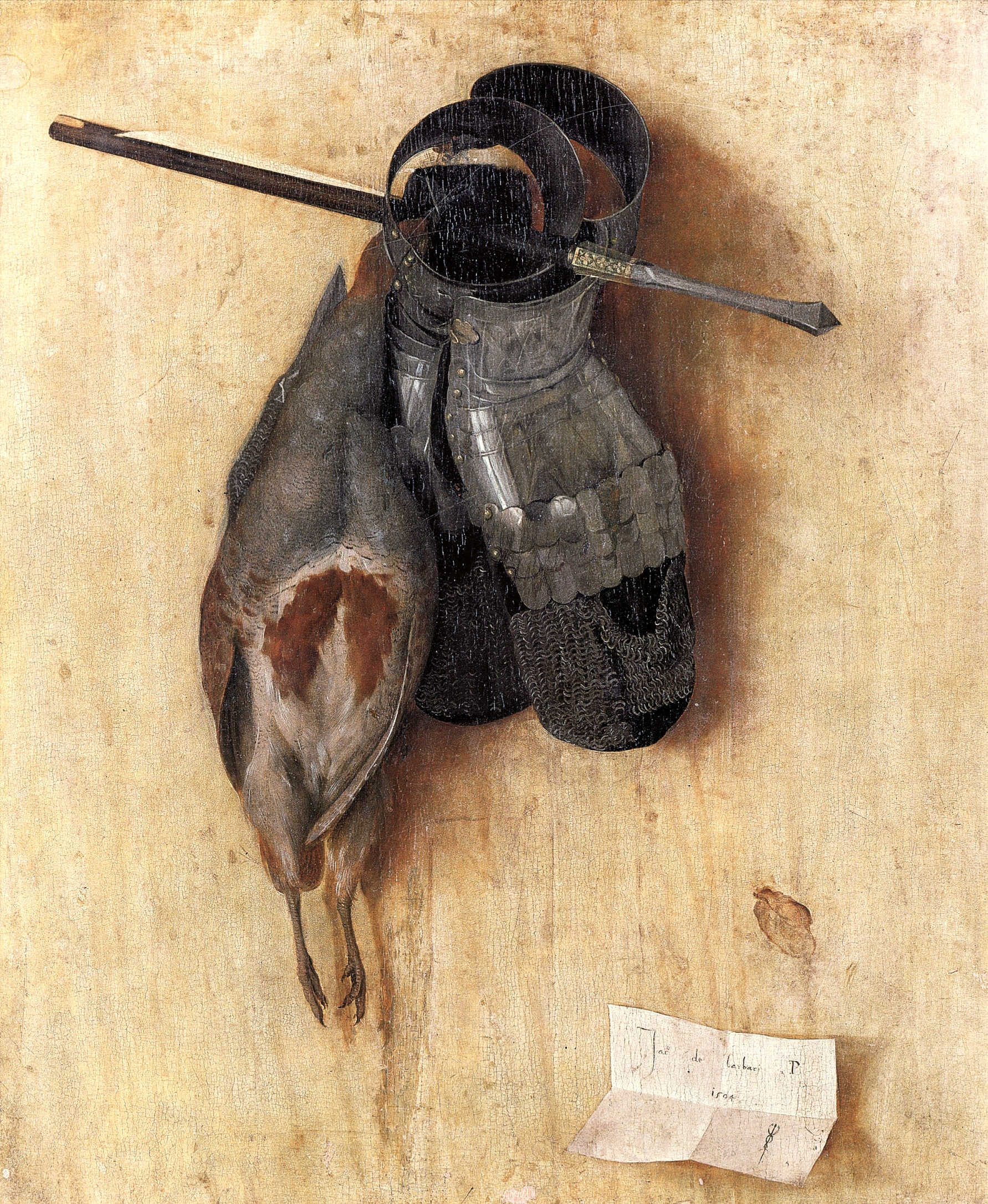
Jacopo de’ Barbari: Stillleben mit Rebhuhn, Eisenhandschuhen und Armbrustbolzen, 1504, Öl auf Holz, 49 × 42 cm, Alte Pinakothek, München

Die bildliche Darstellung lebloser Dinge ist in der Kunst des Mittelalters eher selten anzutreffen – allenfalls Bücherstillleben als Bestandteil von Heiligenbildern. Der Grund dafür ist die generelle Verneinung der Abbildung irdischer Realität. Das diesseitige Leben war im mittelalterlichen Denken nur Durchgangsstation zum eigentlichen, ewigen Leben und deshalb nicht abbildungswürdig.
Die Sicht auf die Welt (und die Kunst) änderte sich in der Renaissance gravierend. Kurz zuvor, in der Protorenaissance, gelang italienischen Künstlern – allen voran Giotto di Bondone – die Modellierung plastischer Bildgegenstände durch Schatten und erste räumlich-perspektivische Darstellungen. Dies sind die Grundvoraussetzungen für illusionistische Malerei. Diesen neuen Tendenzen folgend, schuf der Giotto-Schüler Taddeo Gaddi in der Baroncelli-Kapelle in der Kirche Santa Croce in Florenz 1328–1330 zwei Scheinnischen mit Darstellungen von liturgischem Gerät. Diese Arrangements dürfen als früheste bekannte neuzeitliche Stillleben im weiteren Sinne angesehen werden.
Die Anwendung der Perspektive in der Kunst gelangte über Südfrankreich und Burgund in die Niederlande. Hier schufen – auch von der höfischen Miniaturmalerei beeinflusst – im 15. Jahrhundert Künstler wie die Brüder Hubert und Jan van Eyck, Robert Campin und sein Schüler Rogier van der Weyden realistische Darstellung von Landschaften, Innenräumen, Pflanzen, Stoffen und Gebrauchsgegenständen. Objekte wie Wasserbecken, Kanne, Liturgisches Gerät, Bücher, Blumenvasen etc. traten gruppiert als stilllebenhafte Partien in den Gemälden auf. Sie dienten neben anderen der Kennzeichnung von Heiligen, Märtyrern und Aposteln oder dem Transport einer symbolhaften Bedeutung. Beispiele sind in den Marienbildnissen die marianischen Symbole Lilie, Akelei und Iris zusammen mit Waschgeräten als Symbol für die Reinheit Marias.
In einem weiteren Entwicklungsschritt bekamen diese Objekte eigene Bildfelder. Vor allem in der Eyck-Nachfolge kurz vor und um 1500 finden sich auf den Außenseiten privater Andachtsbilder derartige Elemente. Auch diese beziehen sich auf den Inhalt des Tafelbildes und haben einen symbolischen Charakter. Ein prominentes Beispiel ist das Braque-Triptychon von Rogier van der Weyden um 1450. Das dreiflügelige Tafelbild zeigt im geöffneten Zustand im Mittelteil Jesus Christus, flankiert von seiner Mutter Maria und dem jüngsten der Apostel, Johannes. Die Außenflügel zeigen jeweils Johannes den Täufer und Maria Magdalena. Im geschlossenen Zustand zeigt das Triptychon auf der linken Seite einen Schädel und auf der rechten Seite ein in Perspektive gesetztes Kreuz mit einem Zitat aus dem Buch Jesus Sirach. Der Schädel ist als Verweis auf die Vergänglichkeit (Memento mori) zu sehen. Daneben existieren auch Darstellungen von Blumenvasen auf den Außenseiten von Diptychen.
Das früheste selbstständige Stillleben im weiteren Sinne ist jenes von Jacopo de’ Barbari: Das Gemälde Stillleben mit Rebhuhn, Eisenhandschuhen und Armbrustbolzen. Es handelt sich dabei nicht um ein Wandgemälde, sondern um eine stilllebenartige Darstellung (Trompe-l’œil) mit direktem funktionalem Zusammenhang. Das vom Künstler 1504 datierte Werk war vermutlich in die Wandverkleidung eines Jagdschlosses integriert. Weitere vergleichbare täuschend echt gemalte Stillleben zeigen teilweise geöffnete Schränke mit darin befindlichem Gerät – wie im Studiolo di Gubbio aus dem letzten Viertel des 15. Jahrhunderts, welches sich ehemals im Palazzo Ducale in Gubbio befand und nun im Metropolitan Museum of Art in New York betrachtet werden kann.
Eine große Zahl früher Stilllebenmalerei entstand im Zuge des Forscher- und Entdeckerdrangs des 15. und 16. Jahrhunderts. Die Erforschung der den Menschen umgebenden Natur wurde Darstellungszweck detailgenauer Naturstudien. Derartige Zeichnungen und Aquarelle, wie sie auch Albrecht Dürer d. J. fertigte, wurden in aufwendigen Werken über Botanik und Zoologie gesammelt und verbreitet, was ab der Mitte des 15. Jahrhunderts durch die Erfindung des Buchdrucks noch erheblich zunahm. Diese Florilegien (Blumenbücher) sind Bindeglied zwischen naturkundlicher Abbildung und Stillleben. Sie dienten als Typenvorrat und ebneten als Vorstufe den Weg für detailreiche Gemälde, die später als Blumenstück oder Blumenstillleben ihren festen Platz in der Kunst haben sollten.
Neben der Sammlung verschiedener Naturstudien in speziellen Kompendien existierten isoliert gesammelte Darstellungen von leblosen Dingen in Kunst- und Wunderkammern. Sie waren physische Vertretung der dargestellten Objekte. Überhaupt stieg durch das Interesse an der Natur und deren detailgetreue Wiedergabe das Vorkommen von Blumen und Früchten in Kunstwerken – besonders in der italienischen Feston- und Girlandenmalerei. Beispiele hierfür finden sich bei Andrea Mantegna, Carlo Crivelli, Leonardo da Vinci und Giovanni da Udine.
Als direkte Vorstufe des autonomen Stilllebens – im Besonderen der Mahlzeitstillleben – dürfen die seit dem 16. Jahrhundert gefertigten Markt- und Küchenstücke angesehen werden. Pieter Aertsen und sein Neffe Joachim Beuckelaer fertigten Kunstwerke für profane Gebäude (Rathäuser und private Palais). Es sind philosophische Auslegungen der sichtbaren Welt, teilweise immer noch mit heilsgeschichtlichen Szenen im Bildhintergrund – oft ein moralischer Verweis wie der auf die gute Haushalts- und Lebensführung durch die Szene von Christus im Haus von Maria und Martha. Die Gemälde der Aertsen-Werkstatt spiegeln die zeitgenössische Ambivalenz zwischen der Freude an Reichtum und Wohlstand wider. Ein entsprechendes Beispiel ist Aertsens Gemälde von 1552 im Kunsthistorischen Museum in Wien. Es zeigt im Vordergrund ein Stillleben bestehend aus mehreren Objekten – darunter ein besonders großes Stück Fleisch und die moralisierende Szene von Christus bei Maria und Martha im Hintergrund.

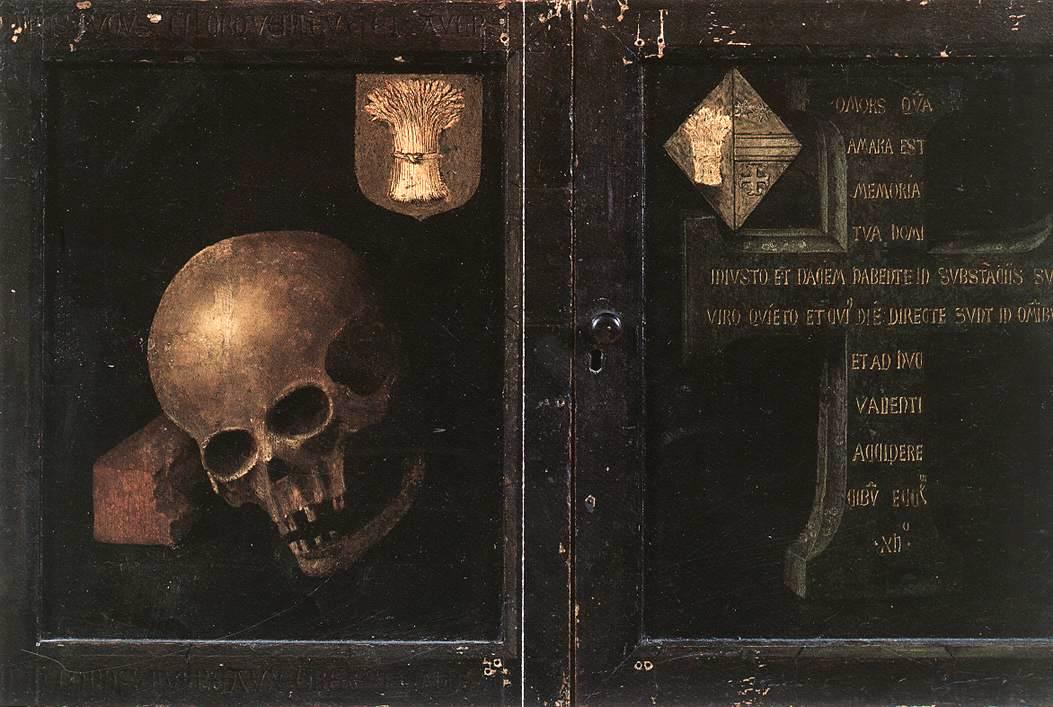
Rogier van der Weyden Triptychon der Familie Braque (geschlossen), ca. 1450, Öl auf Paneel aus Eichenholz, 41 × 68 cm, Musée du Louvre, Paris
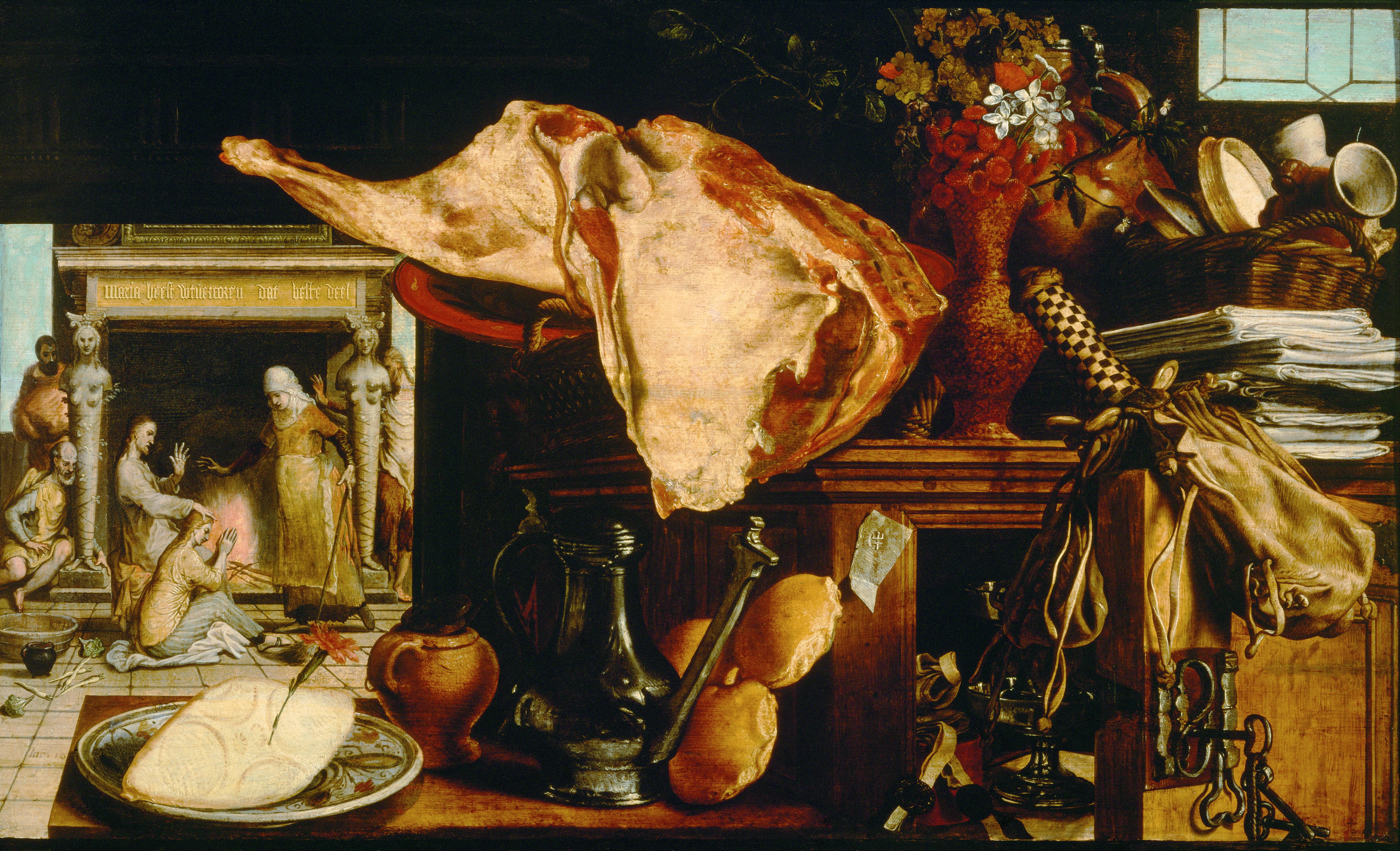
Pieter Aertsen Küchenstück Christus im Haus von Maria und Martha, 1552, Öl auf Holz, 83 × 120,5 × 8 cm, Kunsthistorisches Museum, Wien

### Erste autonome Stillleben um 1600
Einen auf das Jahr genauen Entstehungszeitpunkt gibt es nicht – auch kein eindeutiges Entstehungsland. Zu viele Stillleben sind verloren gegangen, besitzen keine eindeutige Datierung bzw. Signatur oder sind möglicherweise nicht bewusst als autonomes Werk geschaffen worden. Sicher ist, dass das Stillleben sich in Europa am Ende des 16. und Anfang des 17. Jahrhunderts als eigenständige Gattung zu formieren begann – ebenso wie die „reine“ Landschaftsmalerei. Gemälde, in denen die Darstellung von leblosen Objekten ausschließlich das Bildthema bestimmt, traten zuerst um 1600 in den Niederlanden, Deutschland, Spanien und Italien auf. Aus den Niederlanden kennt die Kunstgeschichte die frühesten Vanitas- und Mahlzeitstillleben und aus Italien die frühesten bekannten Früchtestillleben.
Die Emanzipation des Stilllebens als autonome Gattung ist ein Nebeneinander verschiedener historischer und kunsthistorischer Entwicklungen und Errungenschaften – also nicht lediglich eine Geschichte der Verselbstständigung einzelner Motive aus der Malerei des 15. und 16. Jahrhunderts. Sybille Ebert-Schifferer sieht vor allem den Ersatz der menschlichen Figur durch ein Objekt als Träger einer inhaltlichen Botschaft als Voraussetzung des autonomen Stilllebens. So war um 1600 der ideale Zeitpunkt für das Zusammentreffen von zwei wesentlichen Faktoren. Auf der einen Seite hatten die Künstler die technischen und kognitiven Fähigkeiten zur naturgetreuen Wiedergabe und auf der anderen Seite besaßen die Rezipienten die Fähigkeit zur intellektuellen Kombinatorik und Bereitschaft zur Auseinandersetzung mit Malerei als künstlerisches Phänomen. Hinzu kommt die Auflösung der Gilden, wodurch ein Kunstmarkt entstand, der diese Spezialisierungen erst möglich machte.

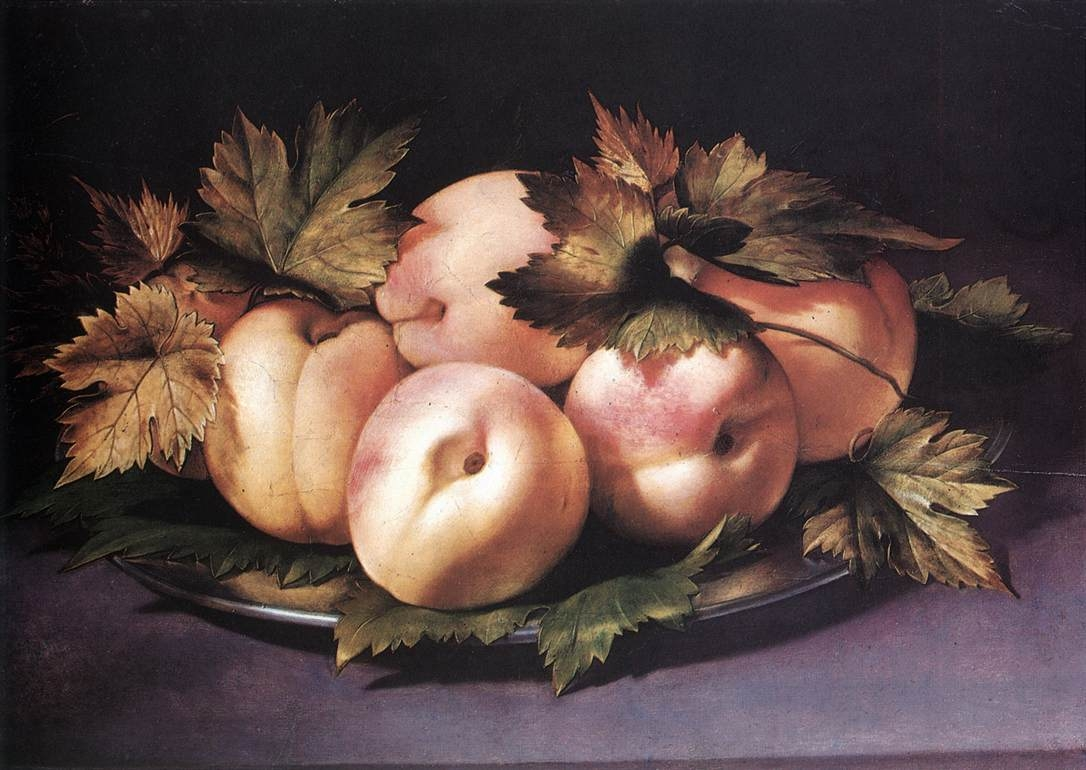
Giovanni Ambrogio Figino Teller mit Pfirsichen, 1591–1594, Öl auf Holz, 21 × 30 cm, Privatbesitz
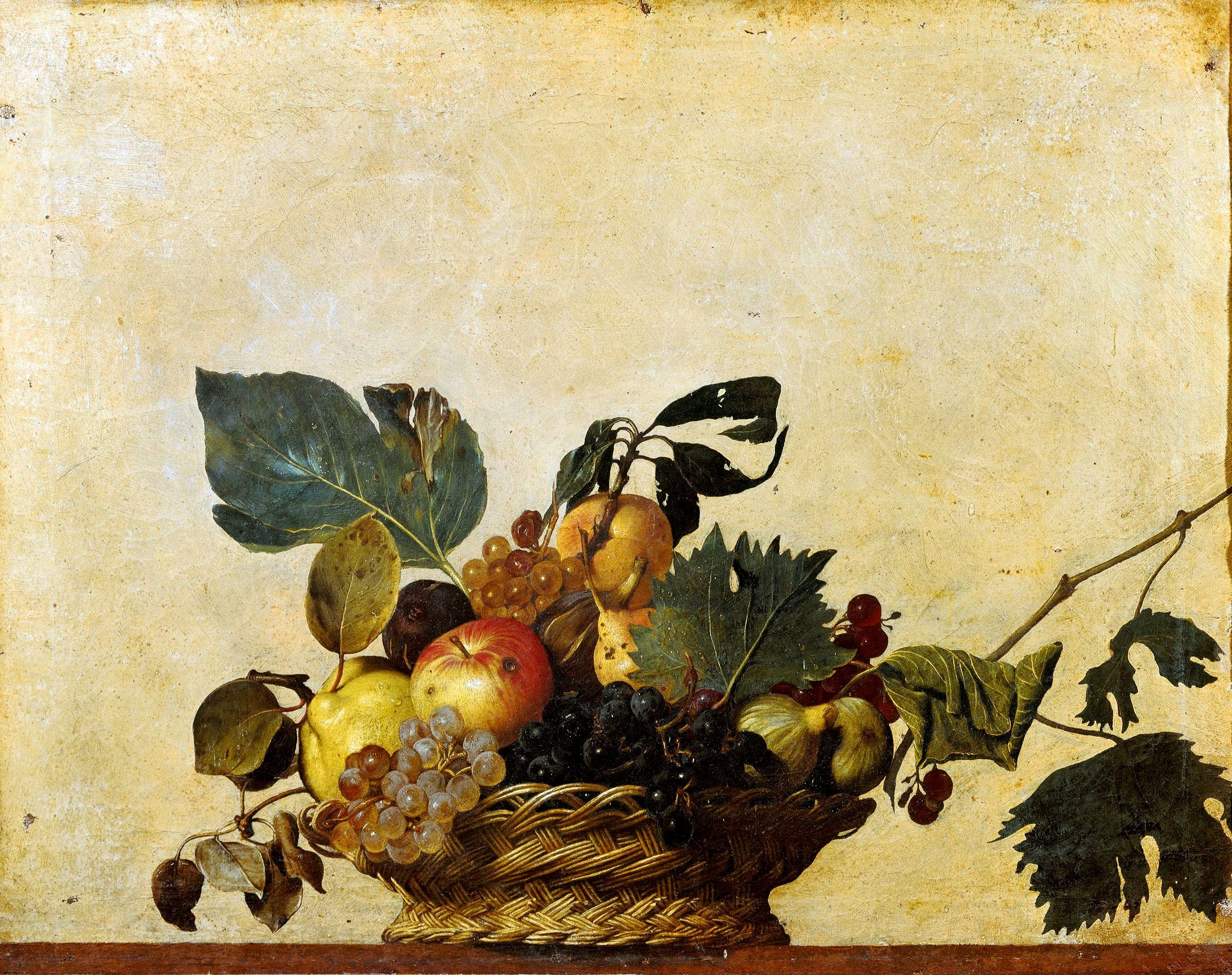
Michelangelo Merisi da Caravaggio Früchtekorb, 1593/94 (?), Öl auf Leinwand, 31 × 47 cm, Pinacoteca Ambrosiana, Mailand
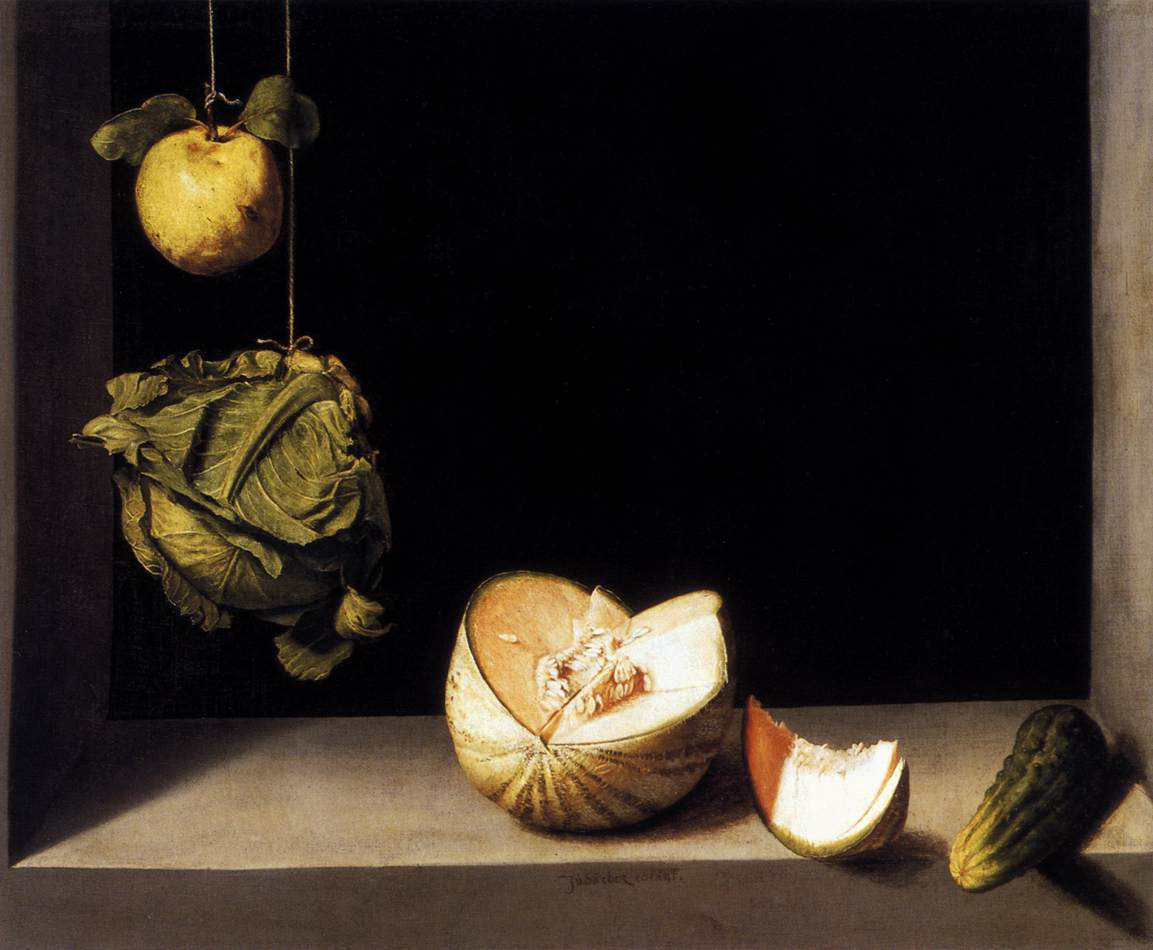
Juan Sánchez Cotán Stillleben mit Quitte, Kohl, Melone und Gurke, um 1602, Öl auf Leinwand, 69 × 84,5 cm, San Diego Museum of Art, San Diego
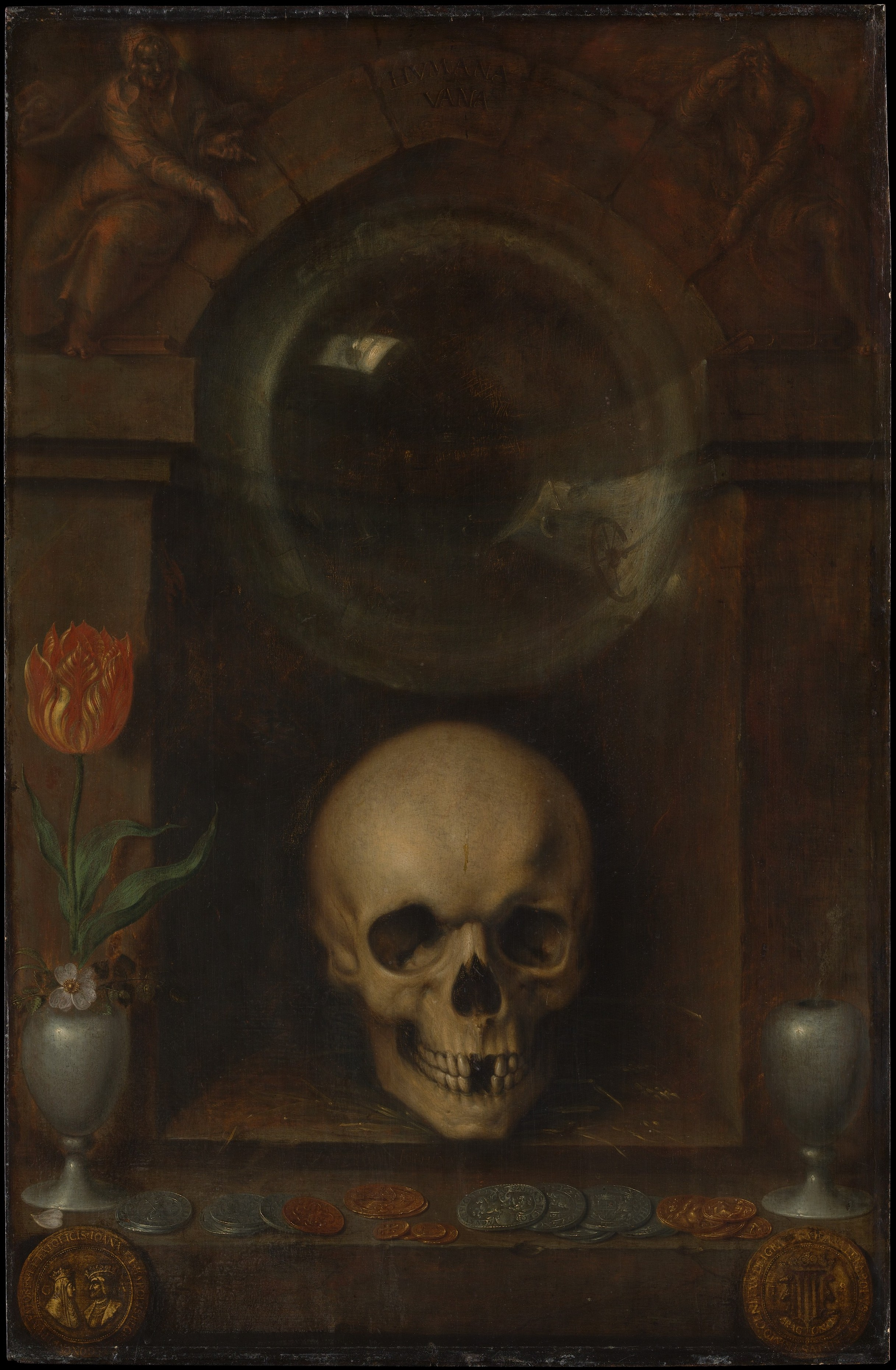
Jacques de Gheyn II. Vanitas, 1603, Öl auf Holz, 82,5 × 54 cm, Metropolitan Museum of Art, New York
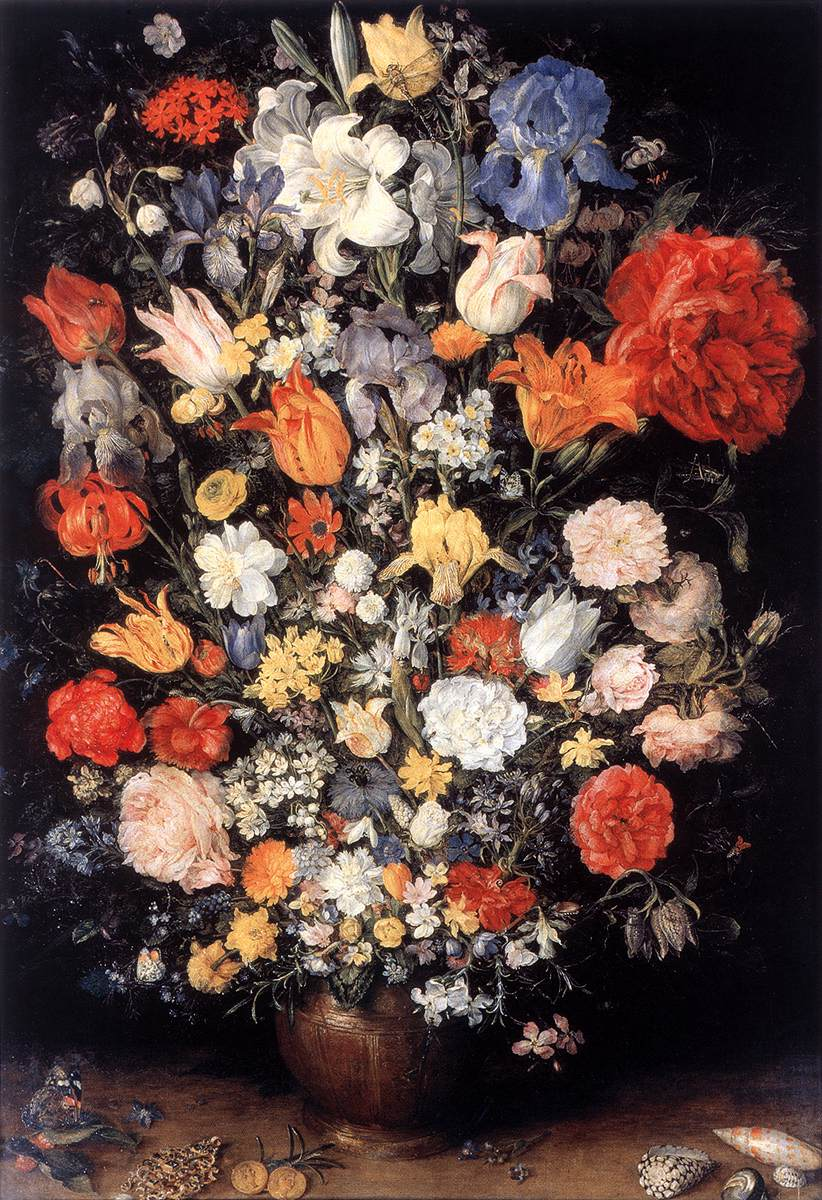
Jan Brueghel der Ältere: Blumenvase mit Juwelen, Münzen und Muscheln, ca. 1606, Pinacoteca Ambrosiana, Mailand

### Die Blütezeit im 17. und 18. Jahrhundert

#### Niederlande, Flandern und Deutschland
Im Zeitalter des Barock (etwa 1600–1770) erfuhr das Stillleben in Europa – im Besonderen in den nördlichen und den südlichen Provinzen der Niederlande – seine reichste Ausprägung. Dabei kann durchaus zwischen typisch holländischer und flämischer Stillebenmalerei unterschieden werden, beispielsweise gilt als typisch flämisch: „… Reichtum der Komposition, höchst dekorative Anordnung und Fülle der dargestellten Objekte, strahlende Farbigkeit …“. Es bildeten sich schnell verschiedene Unterarten der Stilllebenmalerei heraus, mit einer Spezialisierung einzelner Künstler und mit Zentren in den verschiedenen Städten. In Antwerpen und Haarlem wurde das Mahlzeitstillleben von Künstlern wie Clara Peeters, Osias Beert, Floris van Dyck, Pieter Claesz und Willem Claesz. Heda gepflegt. Antwerpen und Utrecht waren Zentren der Blumen- und Früchtestillleben. Hauptvertreter dieser Stilllebengattungen waren Jan Bruegel d. Ä., Daniel Seghers und Jan Davidsz. de Heem, sowie im frühen 18. Jahrhundert Rachel Ruysch und Jan van Huysum, die beide in Amsterdam lebten. Das Waldstillleben ist eine Sonderform des Blumenstilllebens und wurde von Otto Marseus van Schrieck gepflegt. In der Universitätsstadt Leiden malten Künstler wie David Bailly und die Brüder Harmen Steenwijck und Pieter Steenwijck das Bücher- und Vanitasstillleben. In Amsterdam widmeten sich Künstler wie Jan Jansz. Treck und Jan Jansz. van de Velde mit Vorliebe dem Raucherstillleben. Den Haag war durch Künstler wie Abraham van Beijeren für das Fischstillleben bekannt, während Frans Snyders, Adriaen van Utrecht und Jan Fyt berühmt für ihre Jagdstillleben waren. Als Weiterentwicklung des Mahlzeitenstilllebens in Kombination mit anderen Untergattungen entstand, angeregt durch die Kunst des Frans Snyders, die Gattung des Prunkstilllebens, als dessen Hauptmeister Abraham van Beijeren, Jan Davidsz. de Heem und Willem Kalf gelten. Eine seinerzeit beliebte Mischform von Stillleben und Historien- oder Porträtmalerei ist das Girlandenbild, das meistens in Kollaboration zweier Maler entstand, und vor allem im katholischen Flandern mit Zentrum in Antwerpen gepflegt wurde; Hauptvertreter waren Jan Brueghel d. Ä. und Daniel Seghers.

Weitere bedeutende Meister der Stilllebenmalerei waren Nicolaes Gillis, Balthasar van der Ast, Jan Fyt und Willem van Aelst.

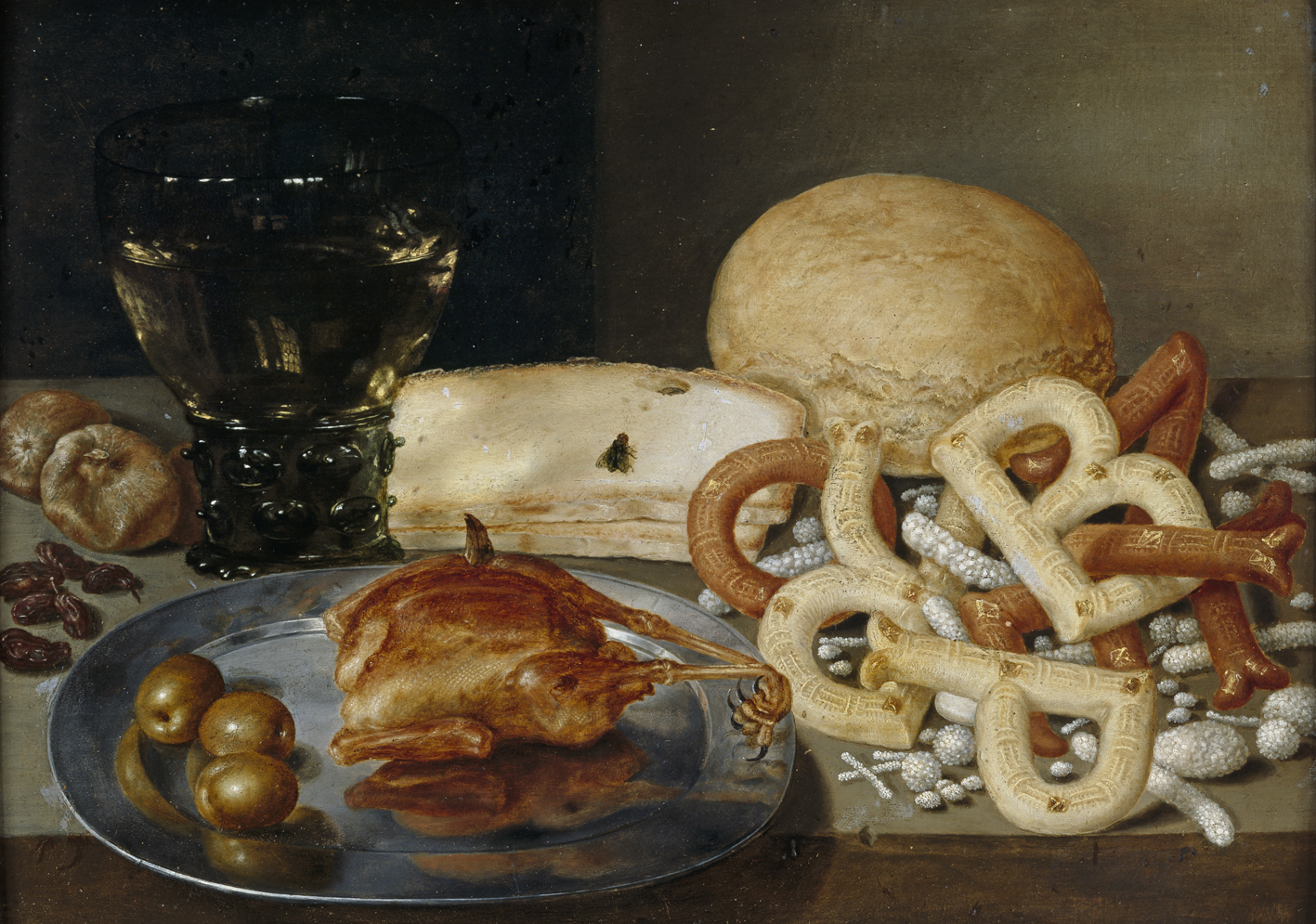
Peter Binoit: Stillleben mit Buchstabengebäck, 1615, Groninger Museum. Im Gebäck erkennt man die Initialen des Künstlers P und B.

In Frankfurt/Hanau gab es im frühen 17. Jahrhundert eine Stillleben-Szene, die durch ausgewanderte Niederländer wie Lucas van Valckenborch begründet wurde. Ihr gehörten Maler wie sein Schüler Daniel Soreau, dessen Söhne und Schüler Isaak und Peter, Sebastian Stoskopff, Peter Binoit, Franz Godin und Georg Flegel an. Ihre Kunst stand unter starkem flämischen bzw. niederländischen Einfluss.
Das Stillleben hatte während seiner Blütezeit im 17. Jahrhundert mit der perfekten Täuschung der Wahrnehmung, kulminierend im Trompe-l’œil auch seinen mimetischen Höhepunkt.
Anliegen der Maler war es, einerseits Objekte der Natur und des alltäglichen Lebens in ihrer Schönheit zu erfassen und wiederzugeben und andererseits häufig auch eine verschlüsselte Botschaft, einen gedanklichen Inhalt, zu vermitteln. Dabei ist eine pauschale Aussage über versteckte Hinweise in Stillleben nicht möglich, da dies von individuellen Faktoren wie dem Entstehungszeitpunkt, der Bildung bzw. Religiosität des Künstlers und der Rezipienten sowie von den entsprechenden verwendeten Objekten bzw. Symbolen abhängig ist. Es ist von einer ernst gemeinten moralischen Lehre, über einen nur globalen Verweis auf etwaige Inhalte oder Vorstellungen bis hin zu gar keinem Hinweis auf eine besondere Bedeutung alles möglich. Die Verschlüsselung bestimmter (moralischer) Botschaften durch Symbole verblasste um die Mitte des 17. Jahrhunderts und ordnete sich einem primär dekorativen und repräsentativen Selbstzweck unter. Diese Gemälde des späten 17. und 18. Jahrhunderts stehen am Ende der Entwicklung des barocken Stilllebens.
Mit der künstlerischen Produktion und der Achtung, die dem Kunstwerk entgegengebracht wurde, stieg auch das Selbstverständnis des Künstlers. Einige Maler von Stillleben waren im Zuge dieser Entwicklung hochbezahlte Hofmaler, andere wiederum mussten sich stets ihren Platz auf dem freien Kunstmarkt erkämpfen. Bei vielen Künstlern in den Niederlanden des 17. Jahrhunderts reichte das Künstlerhandwerk nicht zur Sicherung des Lebensunterhalts, so dass sie einem weiteren Beruf nachgehen mussten. Der Verkauf der Gemälde, wenn sie nicht für einen speziellen Auftraggeber gefertigt wurden, erfolgte über Händler, Jahrmärkte, Buchhandlungen und direkt aus dem Atelier heraus.

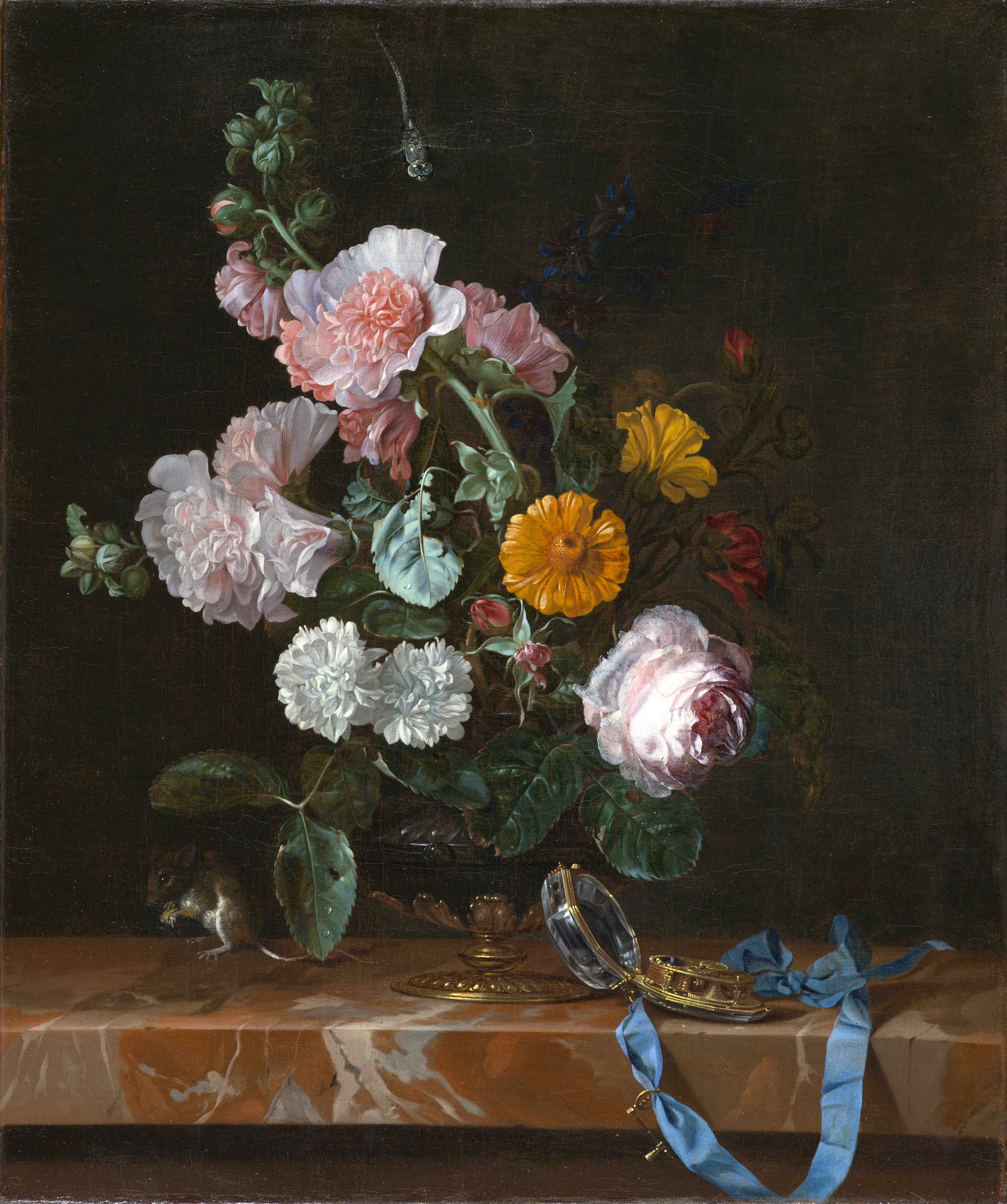
Blumenstillleben Willem van Aelst Blumenvase mit Maus und Uhr, um 1656, Öl auf Leinwand, 46,4 × 55,9 cm, North Carolina Museum of Art, Raleigh
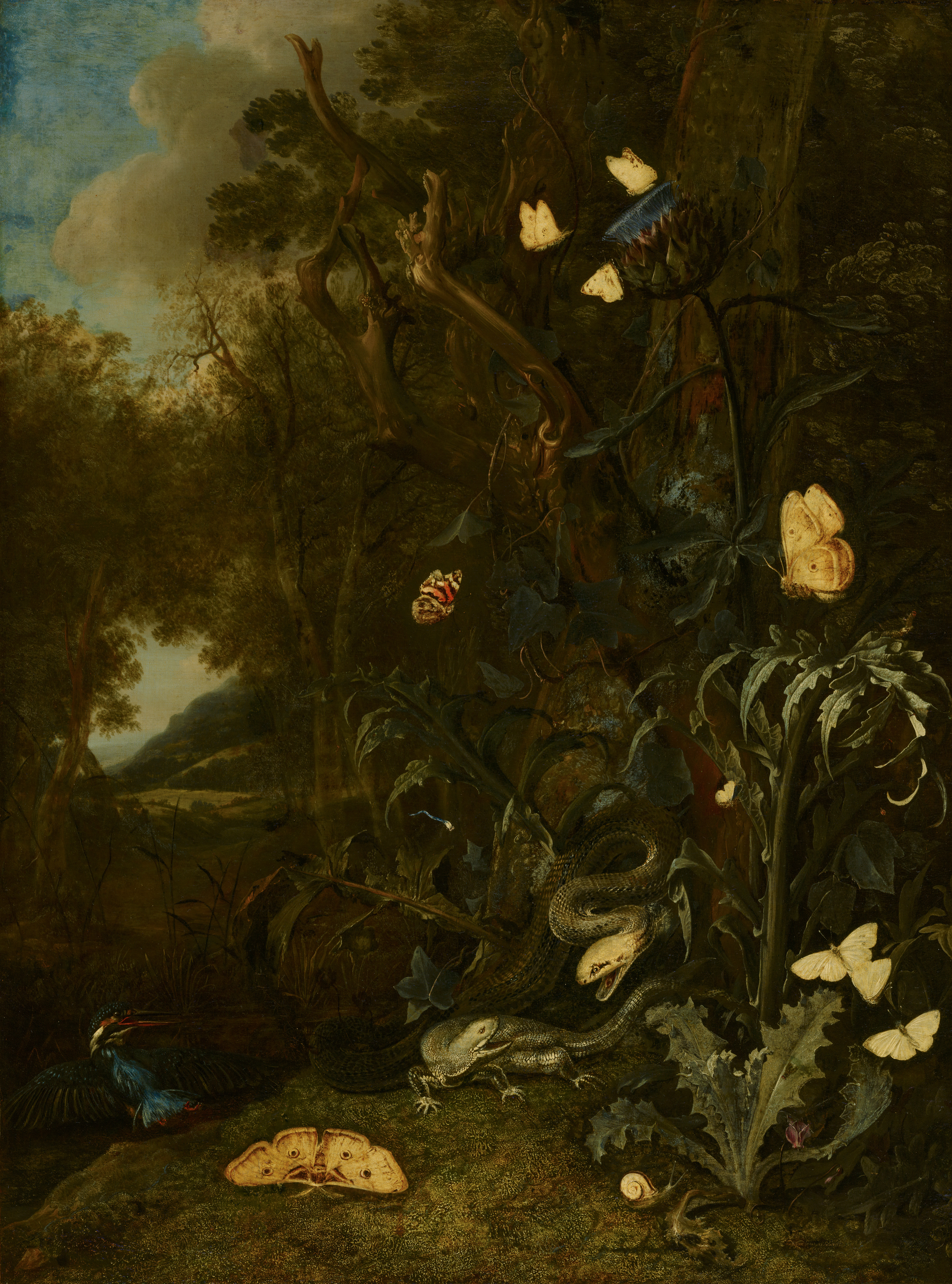
Waldstillleben Otto Marseus van Schrieck Waldstillleben mit Schlange und Eidechse, 1656, Öl auf Leinwand, 102,3 × 75,8 cm, Mauritshuis, Den Haag
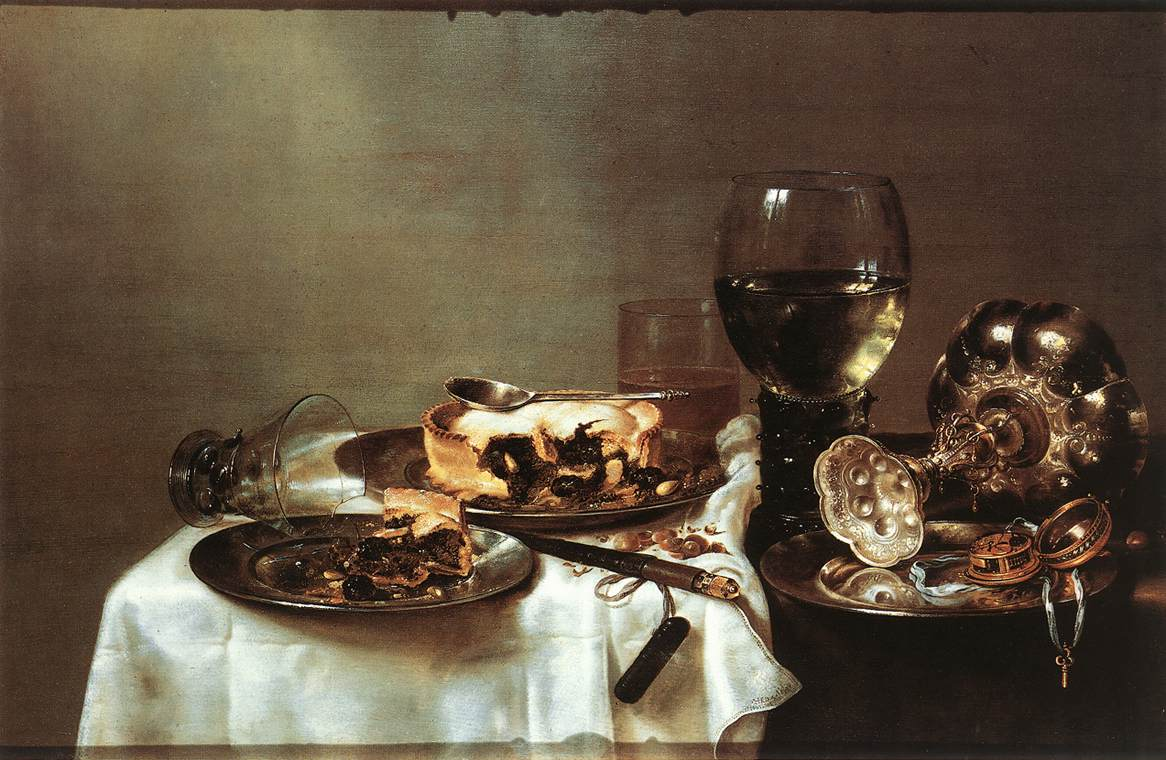
Mahlzeitstillleben Willem Claesz. Heda Stillleben mit Brombeerpastete, 1631, Öl auf Holz, 54 × 82 cm, Gemäldegalerie Alte Meister, Dresden
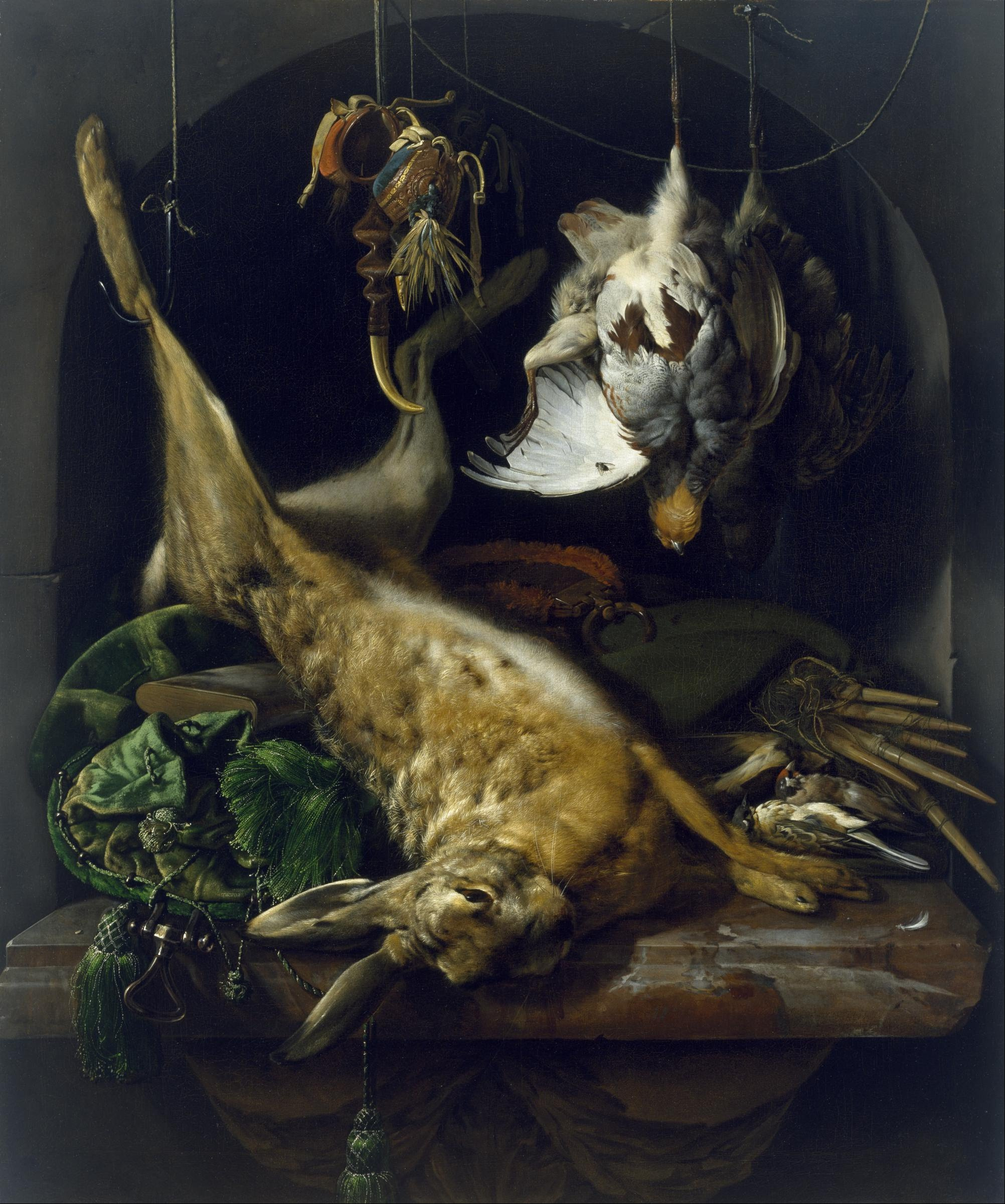
Jagdstillleben Jan Weenix Stillleben mit einem toten Hasen, Rebhühnern und anderen Vögeln in einer Nische, um 1675, Museum of Fine Arts, Houston
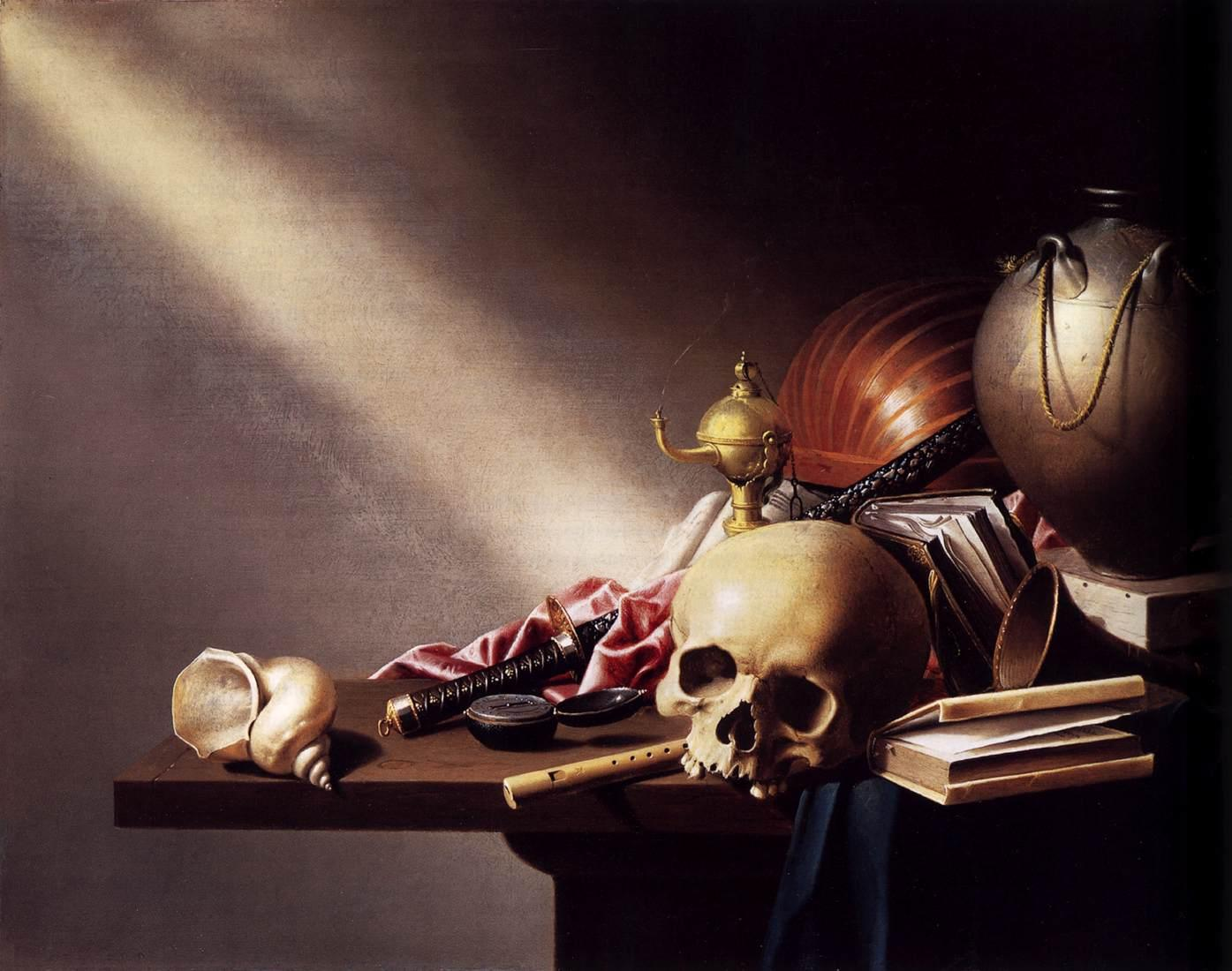
Vanitasstillleben Harmen Steenwijck Vanitasstillleben, ca. 1640, Öl auf Holz, 39,2 × 50,7 cm, National Gallery London
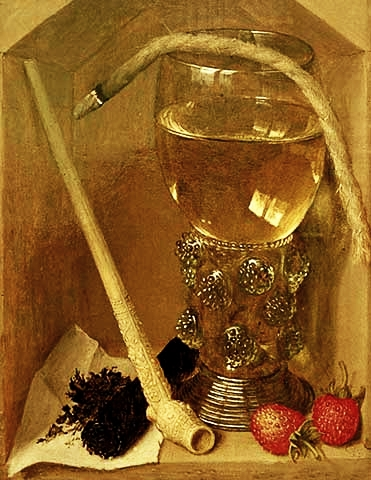
Raucherstillleben Georg Flegel Raucherstillleben in einer Nische, ca. 1630, Historisches Museum Frankfurt
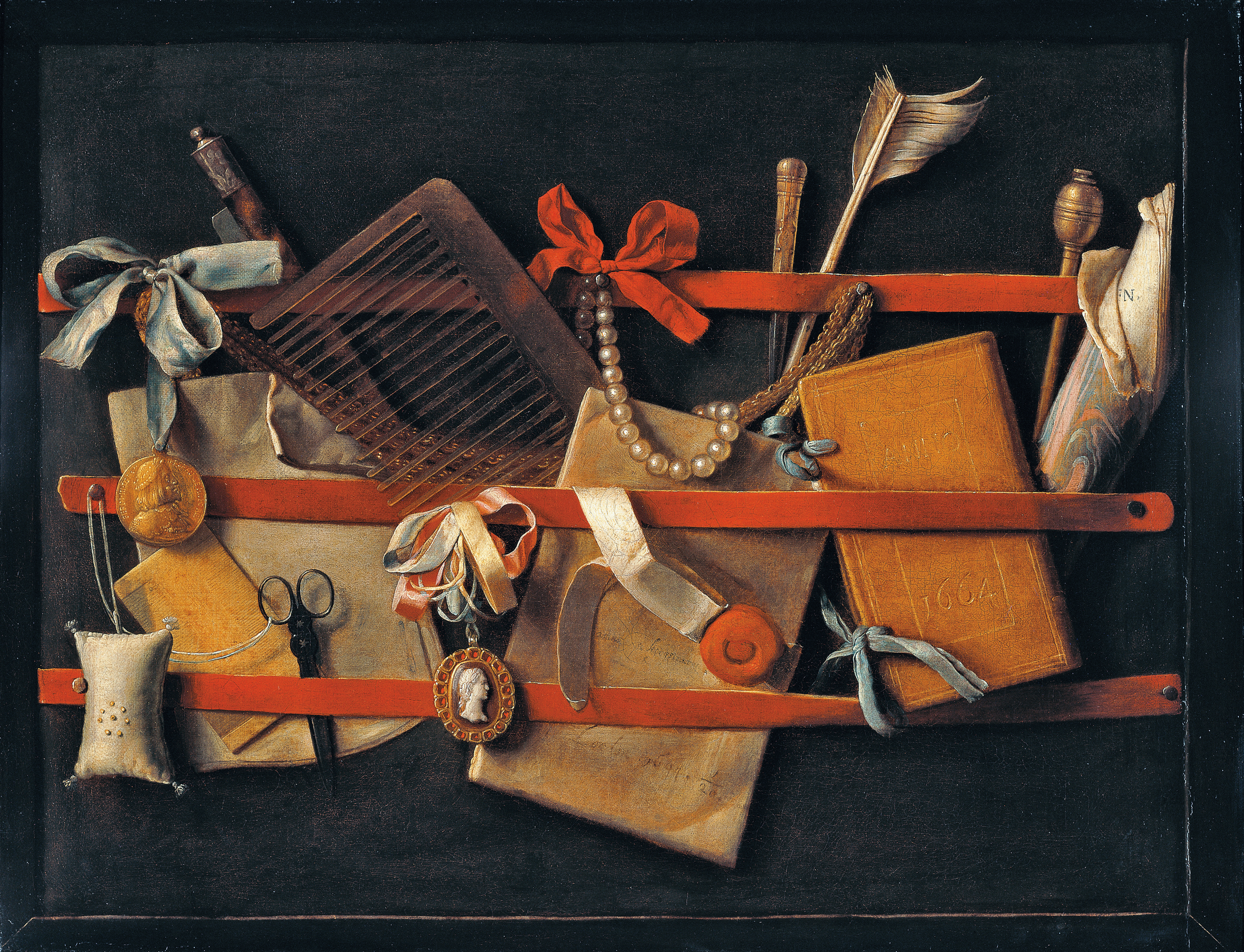
Trompe-l’œil Samuel van Hoogstraten 1664, Öl auf Leinwand, 46 × 58 cm, Dordrechts Museum, Dordrecht
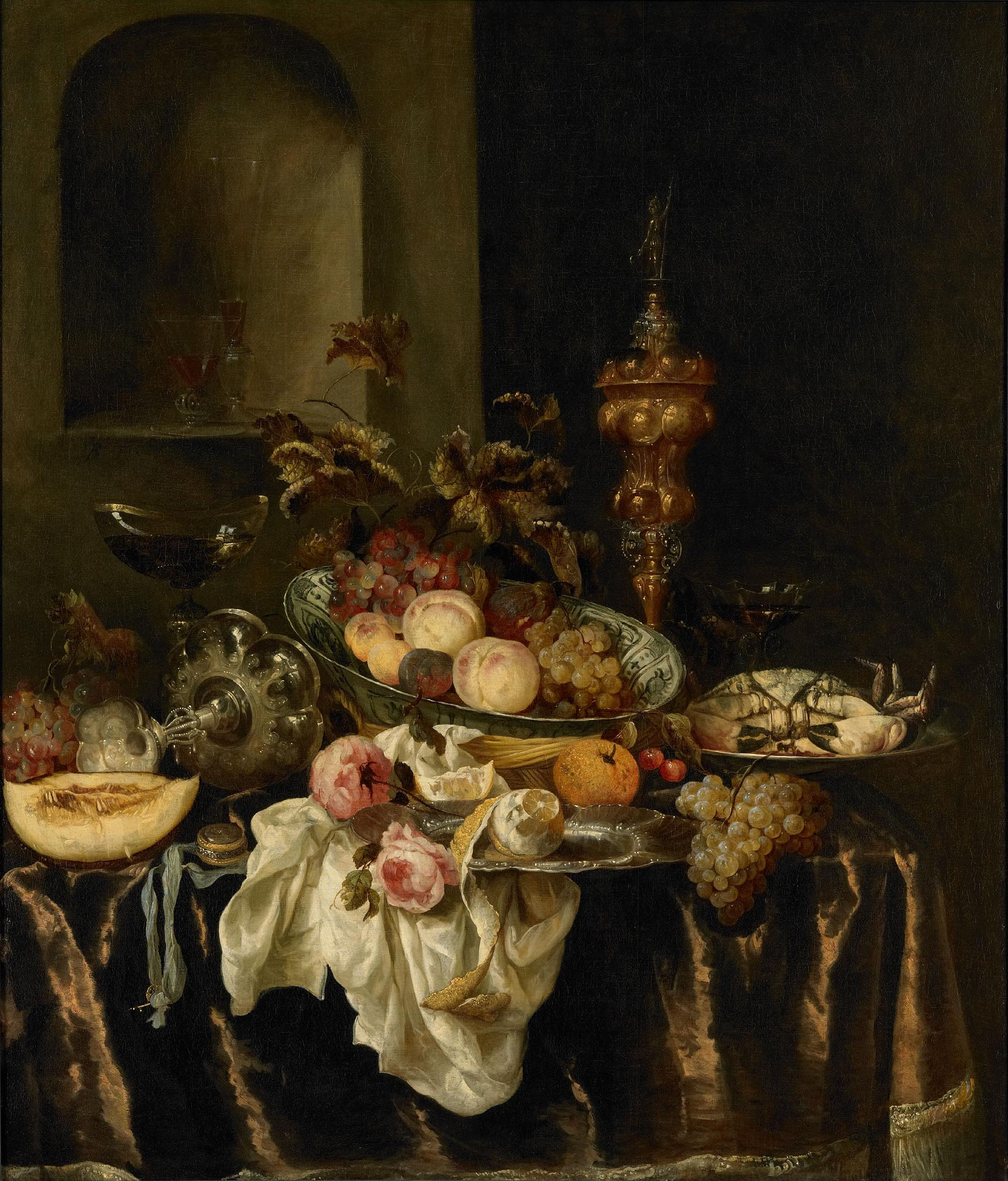
Prunkstillleben Abraham van Beijeren 1640–80, Öl auf Leinwand, 126 × 106 cm, Rijksmuseum Amsterdam

#### Italien
Natürlich wirkende Dekorationen aus Früchten hatte bereits Giovanni da Udine in der Villa Farnesina zu Beginn des 16. Jahrhunderts geschaffen. Eine wichtige Rolle in der italienischen Stilllebenmalerei wird Caravaggio zugeschrieben, der abgesehen von einem berühmten, nicht genau datierbaren Früchtekorb (Pinacoteca Ambrosiana, Mailand), zwar auch in einigen Genrebildern einige meisterhaft dargestellte Früchte malte, jedoch ansonsten offenbar keine eigenständigen Stillleben schuf. Obwohl sein Einfluss auf die Gattung damit eher verschwommen bleibt, wird manchmal von einer „caravaggistischen“ Strömung des Stilllebens gesprochen, die in einer naturalistischen Darstellung vor sehr dunklen, tenebristischen Hintergründen besteht. In Italien waren in erster Linie Früchte- und Blumen-Stillleben beliebt, aber auch Abbildungen toter Tiere. Es sind zahlreiche anonyme Gemälde erhalten, was mit der relativen Geringschätzung zusammenhängt, die man besonders in Italien der gesamten Gattung – im Gegensatz zur Historienmalerei – entgegenbrachte. Die italienische Stilllebenmalerei wurde bis in die Gegenwart wenig beachtet, hatte aber bedeutende Querverbindungen zu anderen Ländern, u. a. da hier traditionell zumindest vorübergehend auch viele Maler aus Flandern oder Frankreich wirkten, von denen einige dauerhaft dort lebten. Beispielsweise hielten sich bedeutende flämische Stilllebenmaler wie Jan Brueghel d. Ä., Frans Snyders, Jan Fyt und Willem van Aelst jahrelang in Italien auf. Der Franzose Nicolas Baudesson und der einflussreiche Flame Abraham Brueghel lebten jahrzehntelang in Rom bzw. Neapel. Wenig erforscht sind die Verbindungen zur spanischen Malerei, die aber wahrscheinlich besonders für das seinerzeit unter spanischer Herrschaft stehende Neapel eine Rolle spielen, von wo allgemein häufig Gemälde nach Spanien importiert wurden.
Italienische Zentren der Stilllebenmalerei waren Rom, die Lombardei, Neapel und Florenz. Bedeutende frühe Meister der lombardischen Schule waren Fede Galizia, Ambrogio Figino und Panfilo Nuvolone. Evaristo Baschenis ist für seine Stillleben von Musikinstrumenten und anderen Geräten bekannt, die auch einen eindeutigen symbolischen Vanitas-Hintergrund haben.
In Rom wirkten als bedeutende Hauptvertreter Pietro Paolo Bonzi, Michele Pace (genannt Michelangelo del Campidoglio) und Mario Nuzzi, gen. Mario de’ Fiori. Insbesondere Mario de’ Fiori war seinerzeit außerordentlich berühmt und spielte auch auf internationalem Niveau eine bedeutende Rolle in der stilistischen Entwicklung vom naturalistischen frühbarocken zum dekorativen und prunkvollen hochbarocken Stillleben, wobei das rein Malerische stärker betont ist, während die getreue Naturnachahmung mehr in den Hintergrund rückt.
Einer der ersten florentinischen Stilllebenmaler war Jacopo da Empoli, der vor allem Küchenstillleben oder Speisekammern malte. Weitere bekannte Maler, die in Florenz wirkten, waren Giovanna Garzoni, Filippo Napoletano, Bartolomeo Bimbi und Andrea Scacciati. Cristoforo Munari ist, ähnlich wie Baschenis, vor allem als Maler von Musikinstrumenten und anderen Gegenständen bekannt.
Als besonders bedeutend gilt die neapolitanische Schule der Stilllebenmalerei mit Luca Forte, Giovan Battista Recco, Giuseppe Recco, Giovan Battista Ruoppolo, Andrea Belvedere und Paolo Porpora als wichtigen Vertretern. In Neapel wurden relativ häufig Stillleben mit Fisch- und Meeresfrüchten gepflegt, aber ebenso auch Früchte und Blumen gemalt. Porpora gehörte – auf internationalem Niveau – zu den ersten und bedeutendsten Vertretern des Waldstilllebens (ital. Sottobosco).
Im 18. Jahrhundert können die betont einfachen, schlichten und rustikalen Stillleben von Giacomo Ceruti mit denjenigen von Chardin in Frankreich und Meléndez in Spanien verglichen werden.

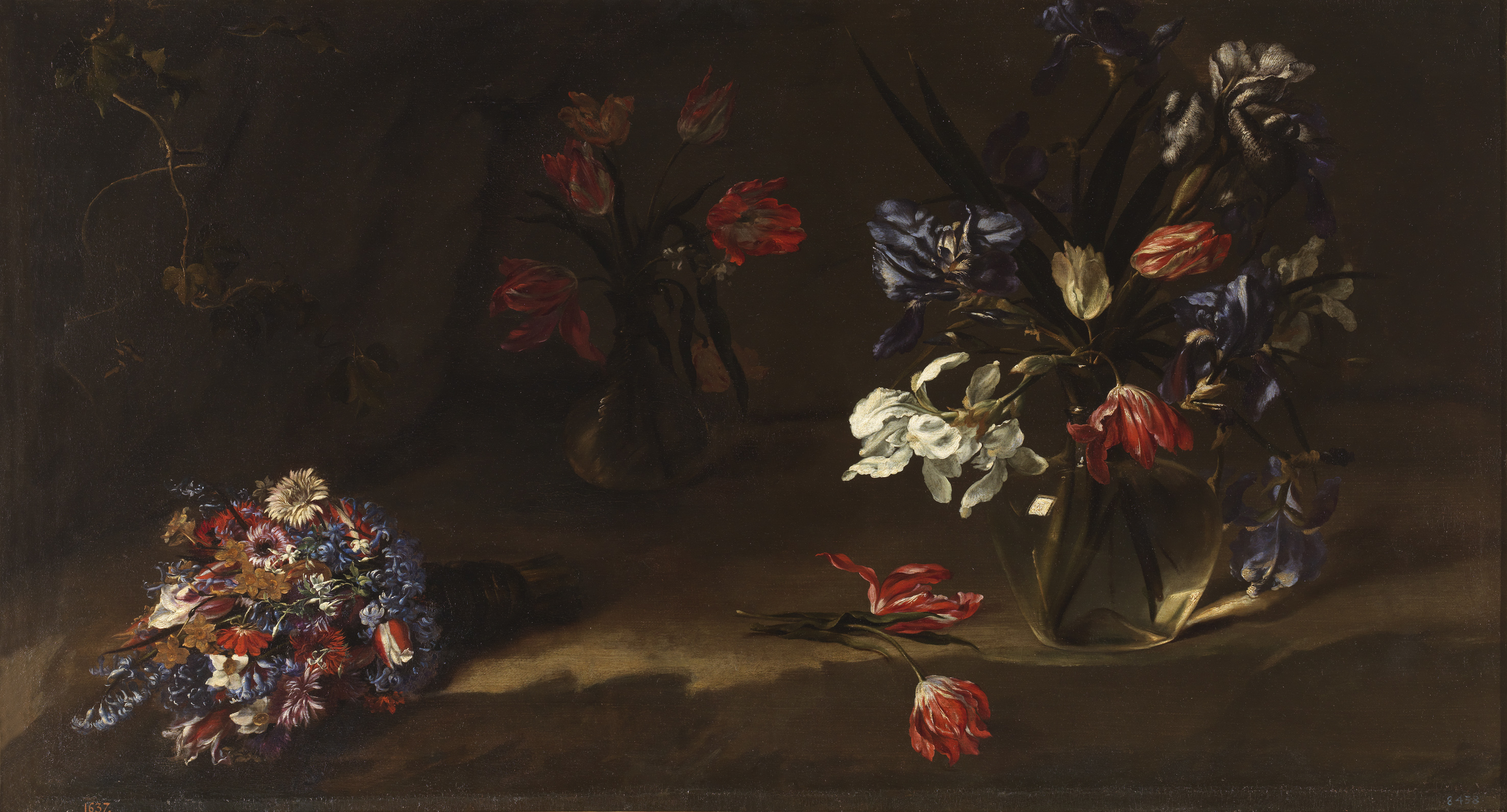
Mario Nuzzi: Blumenstillleben, 1640–42, Prado, Madrid
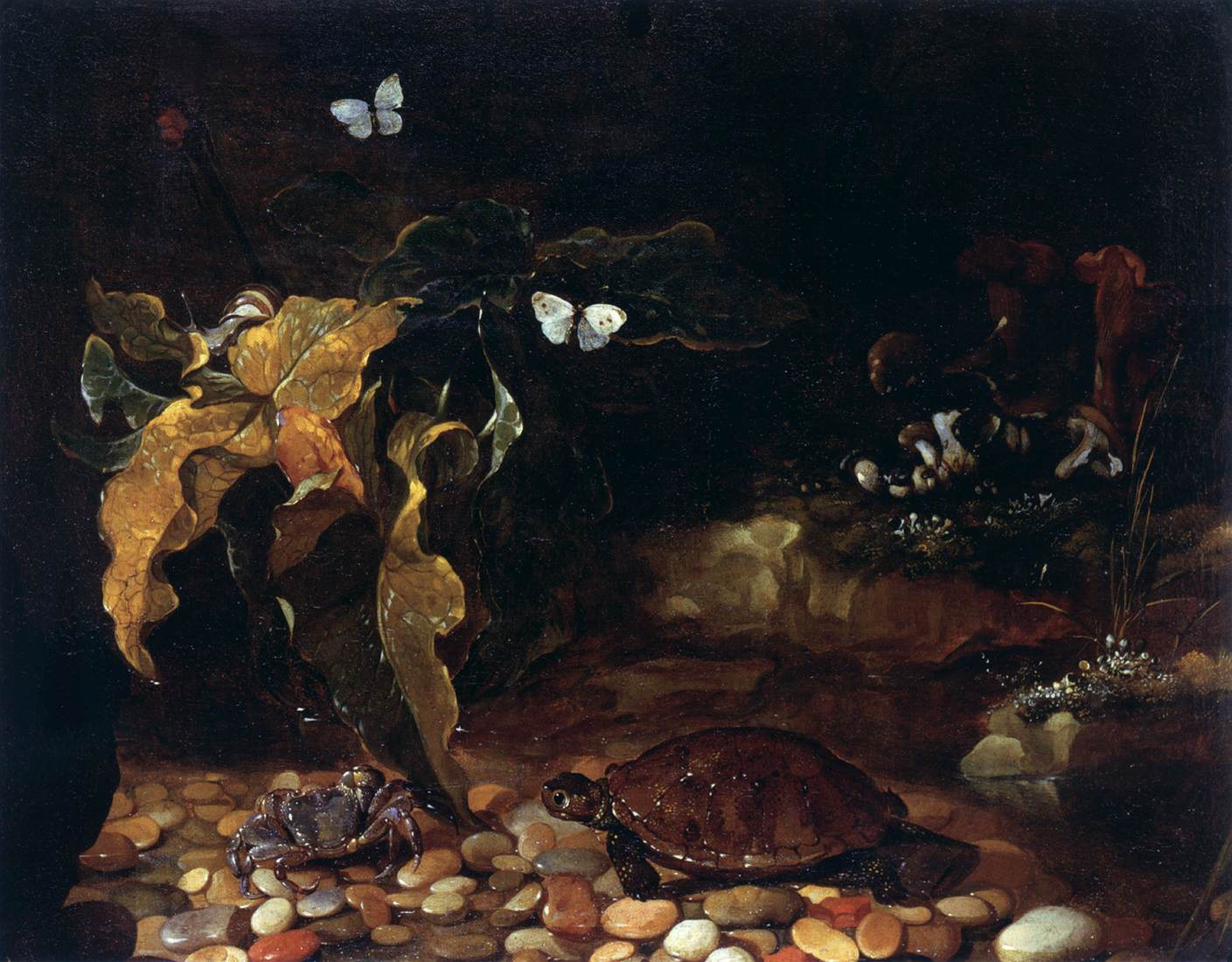
Paolo Porpora: Sottobosco mit Krebs und Schildkröte, um 1652, Musée-des-Beaux-Arts, Nancy
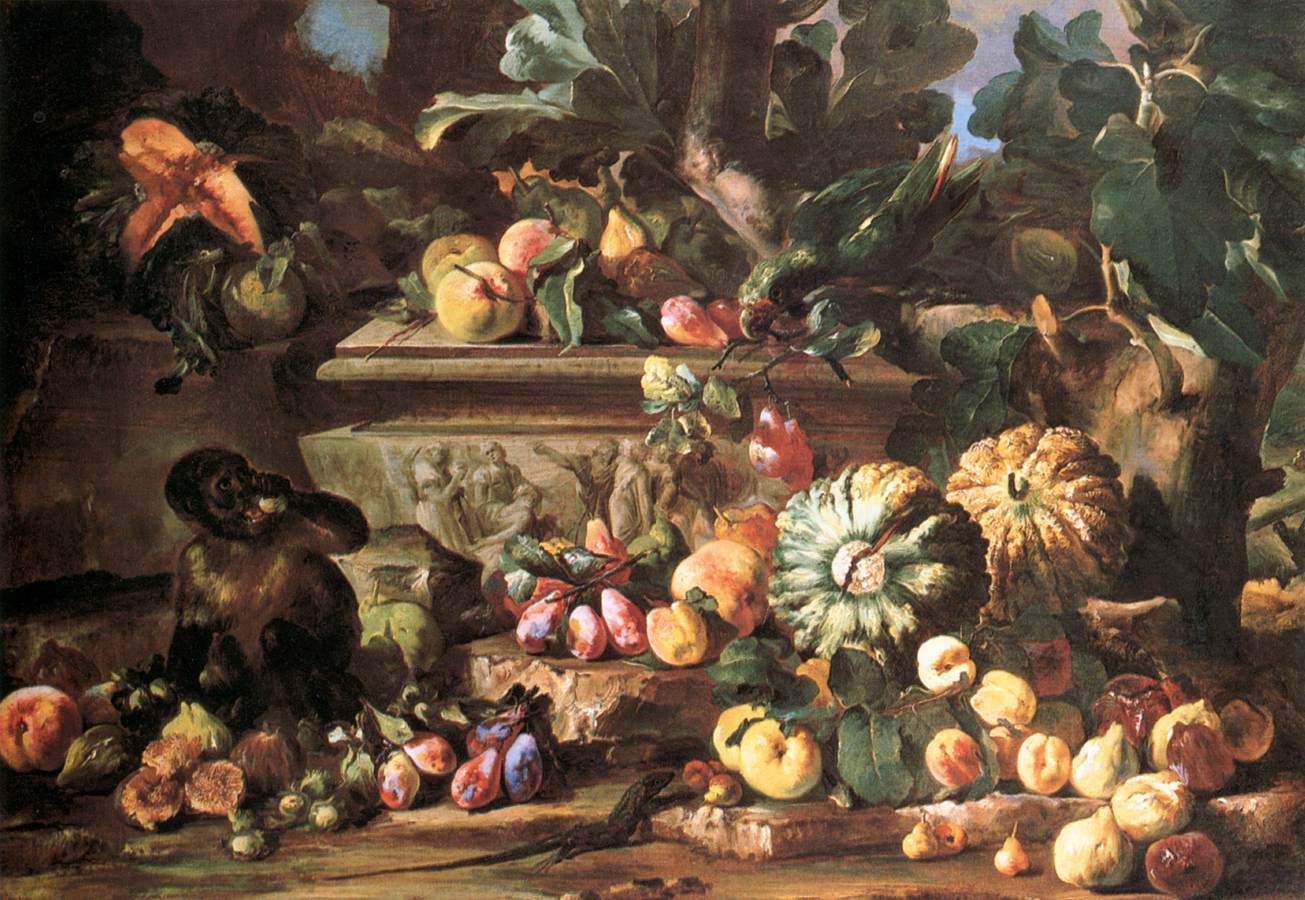
Michele Pace del Campidoglio: Früchte-Stillleben mit antikem Relief und Affe, Privatsammlung
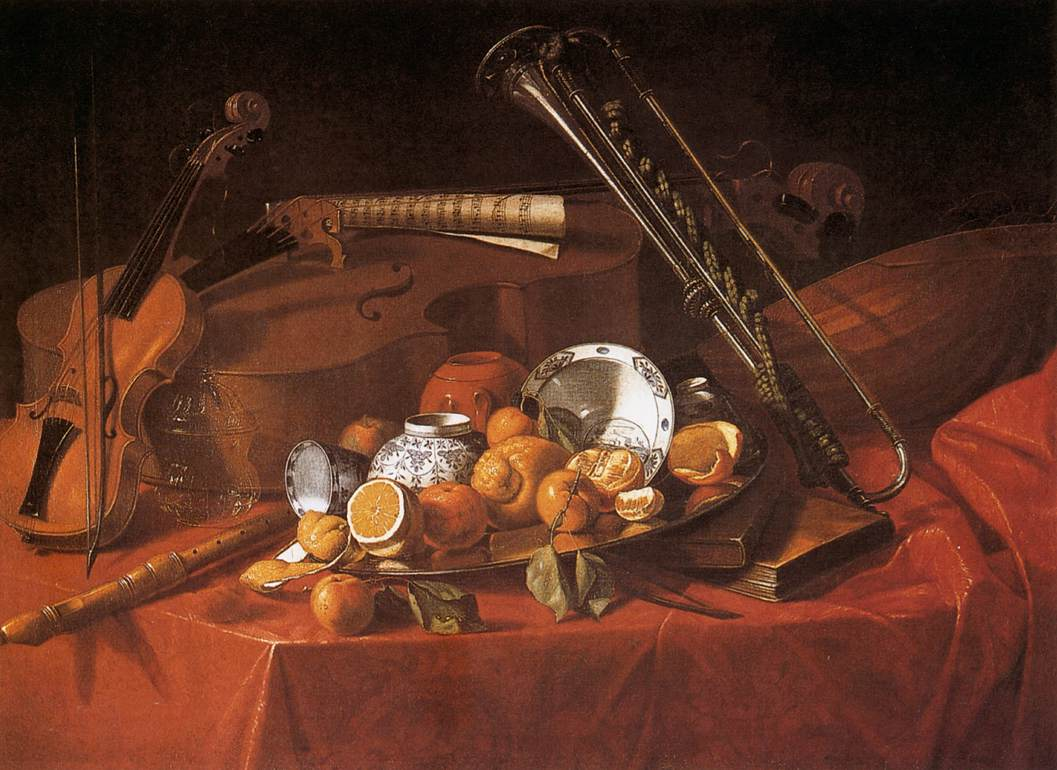
Cristoforo Munari: Stillleben mit Musikinstrumenten, chinesischem Porzellan und Citrusfrüchten, ca. 1706–1715, Uffizien, Florenz
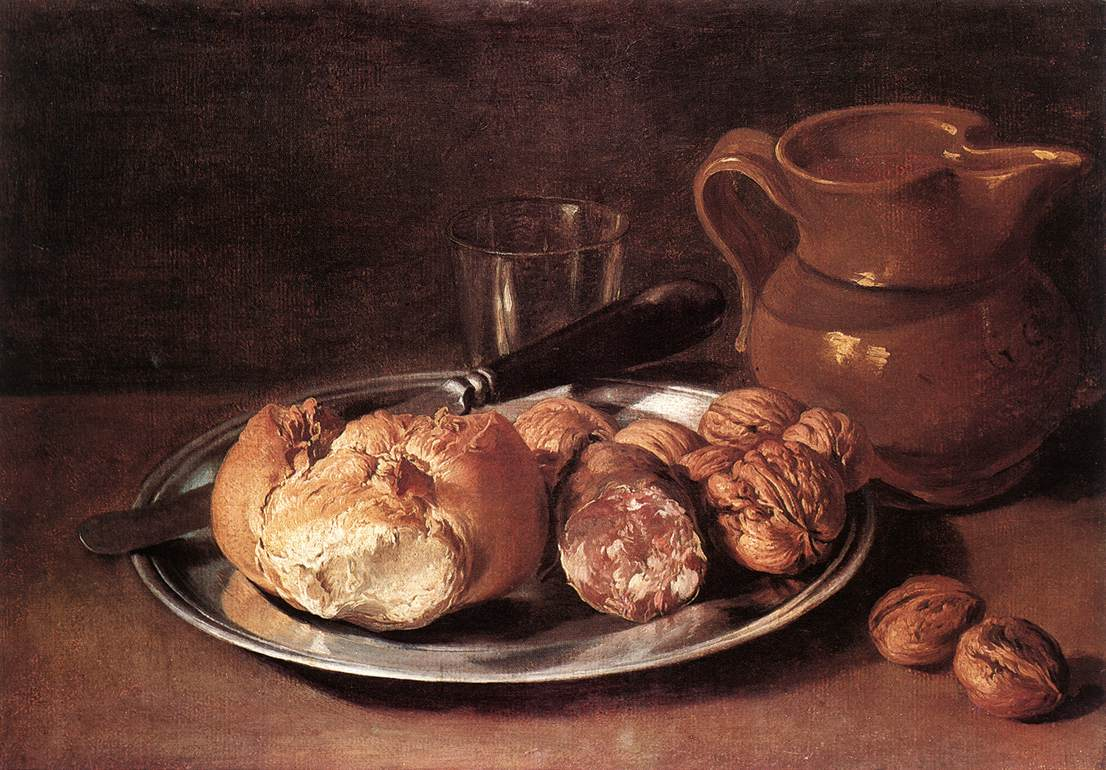
Giacomo Ceruti: Stillleben mit Brot, Nüssen und Wein, 1750er Jahre, Privatsammlung

#### Spanien
Als direkte Vorläufer der Stilllebenmalerei in Spanien gilt eine von Julio de Aquiles und Alejandro Mayner um 1535 geschaffene und teilweise verlorene Dekoration in der Sala de Frutas (Früchtesaal) im Palast Karls V. auf der Alhambra. Die ersten spanischen Maler autonomer Stillleben – die in Spanien auch als Bodegón bezeichnet werden – waren Blas de Ledesma und Antonio Mohedano (ca. 1561–1626), die ebenfalls in erster Linie Früchte und Gemüse malten. Die bedeutendsten Künstler der Gattung im frühen 17. Jahrhundert waren Juan Sanchez Cotán in Toledo und Juan van der Hamen y Leon in Madrid, die einen typisch spanischen Stil von großer formaler Strenge und Klarheit pflegten. Typisch für Cotán sind steinerne Nischen, in denen jeweils nur wenige Objekte hängen oder liegen, während Van der Hamen sehr vielseitig war und Blumen, Früchte, Geflügel, toten Fisch, Käse, Süßigkeiten, Geschirr und andere Gefäße malte, oft auf verschiedenen Ebenen oder teilweise als gedeckter Tisch. Es entstand schnell ein großer Bedarf und ein Markt von entsprechenden Gemälden, auch in bürgerlichen Schichten.

Die formale Strenge wurde in der Folge von Malern wie Antonio Ponce nicht völlig aufgegeben, aber deutlich gelockert. Einen sehr eigenen Stil verfolgte der vor allem für seine Weintrauben-Bilder bekannte El Labrador, der auch außerhalb Spaniens einen gewissen Ruf hatte.
Der bedeutendste Stilllebenmaler im Umkreis des königlichen Hofes in Madrid in der Mitte des 17. Jahrhunderts war Antonio de Pereda, der in einem weicheren, malerischen Stil arbeitete, der bereits hochbarock wirkt, ohne dabei rein dekorativ zu sein. Pereda ist unter anderem für Vanitas-Stillleben bekannt.

Juan de Arellano machte im zweiten Drittel des 17. Jahrhunderts mit seinen dekorativen Blumenstillleben Furore, die formal von dem Römer Mario de’ Fiori beeinflusst sind und sich durch eine kraftvolle Farbigkeit mit leuchtenden Primärfarben (Rot, Gelb, Blau) auszeichnen; sein wichtigster Nachfolger war Bartolomé Pérez.
Auch in Spanien gab es verschiedene regionale Strömungen von eigenem Charakter. In Sevilla waren Francisco de Zurbarán und sein Sohn Juan sowie in der Folge Pedro de Camprobín die bedeutendsten Stilllebenmaler.
Eine unabhängige Schule der Stilllebenmalerei gab es außerdem in Valencia und Umgebung mit Tomás Yepes als Hauptmeister.
Um 1700 kam es auch in Spanien zu einer Krise, die unter anderem durch den Export vieler italienischer Stillleben ausgelöst wurde. Erst in der zweiten Hälfte des 18. Jahrhunderts gab es noch einmal eine Blüte mit Luis Meléndez, der auf der naturalistischen Tradition des frühen 17. Jahrhunderts aufbaute und bis zu einem gewissen Grade mit dem Italiener Giacomo Ceruti und dem Franzosen Chardin verglichen werden kann.

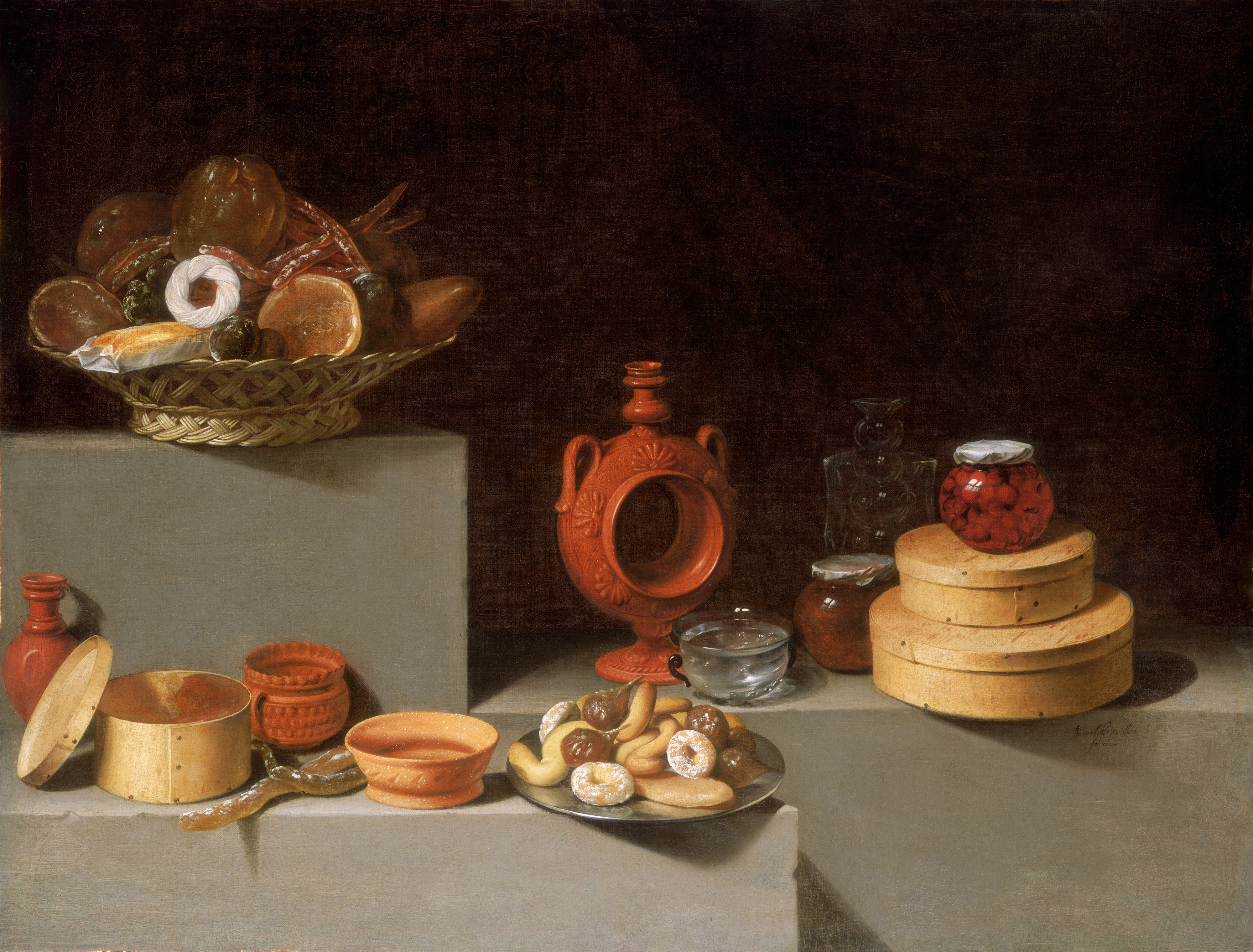
Juan van der Hamen y Leon: Stillleben mit Süßigkeiten und Keramik, 1627, National Gallery of Art, Washington
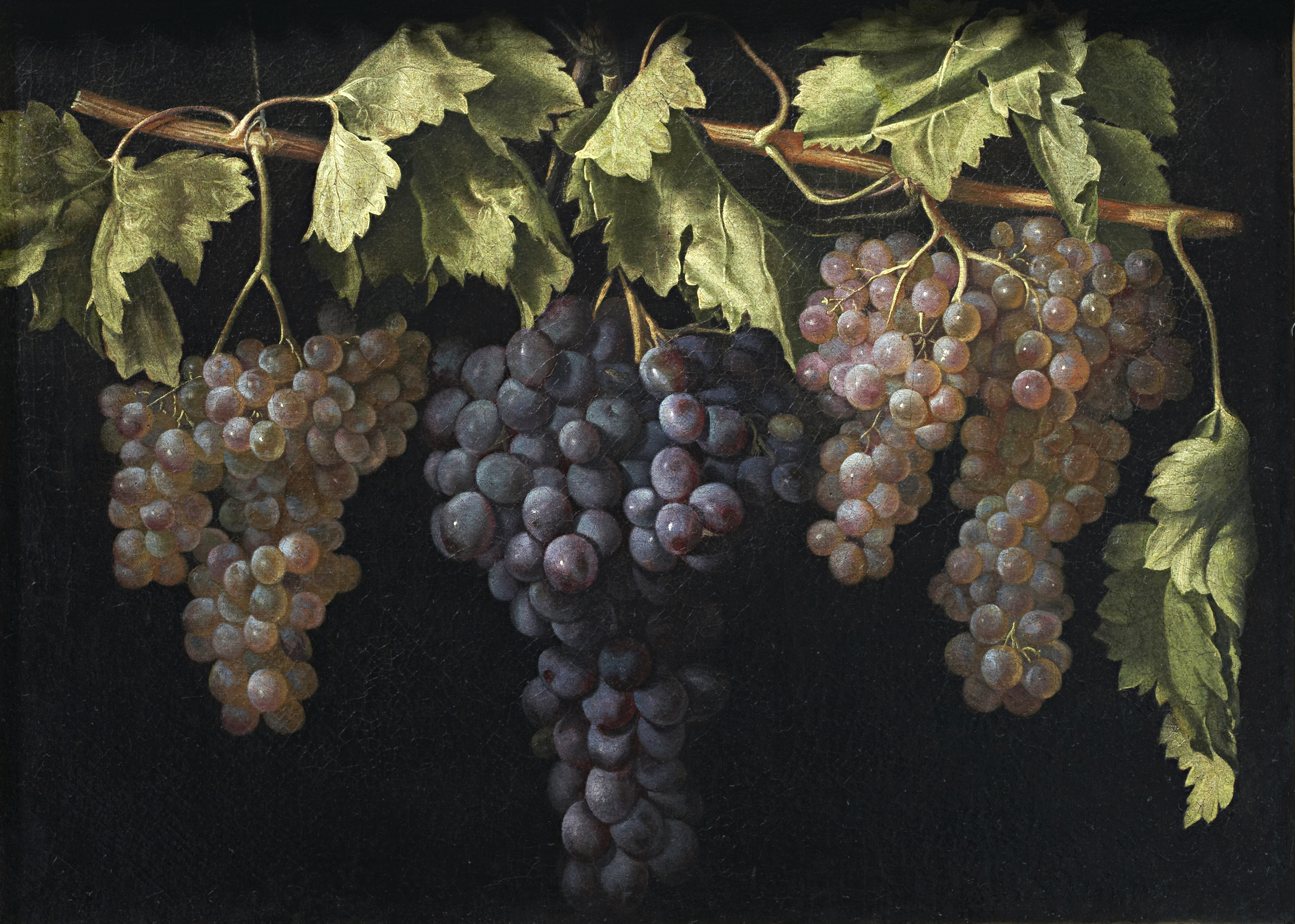
Juan Fernandez el Labrador: Weintrauben, Prado, Madrid
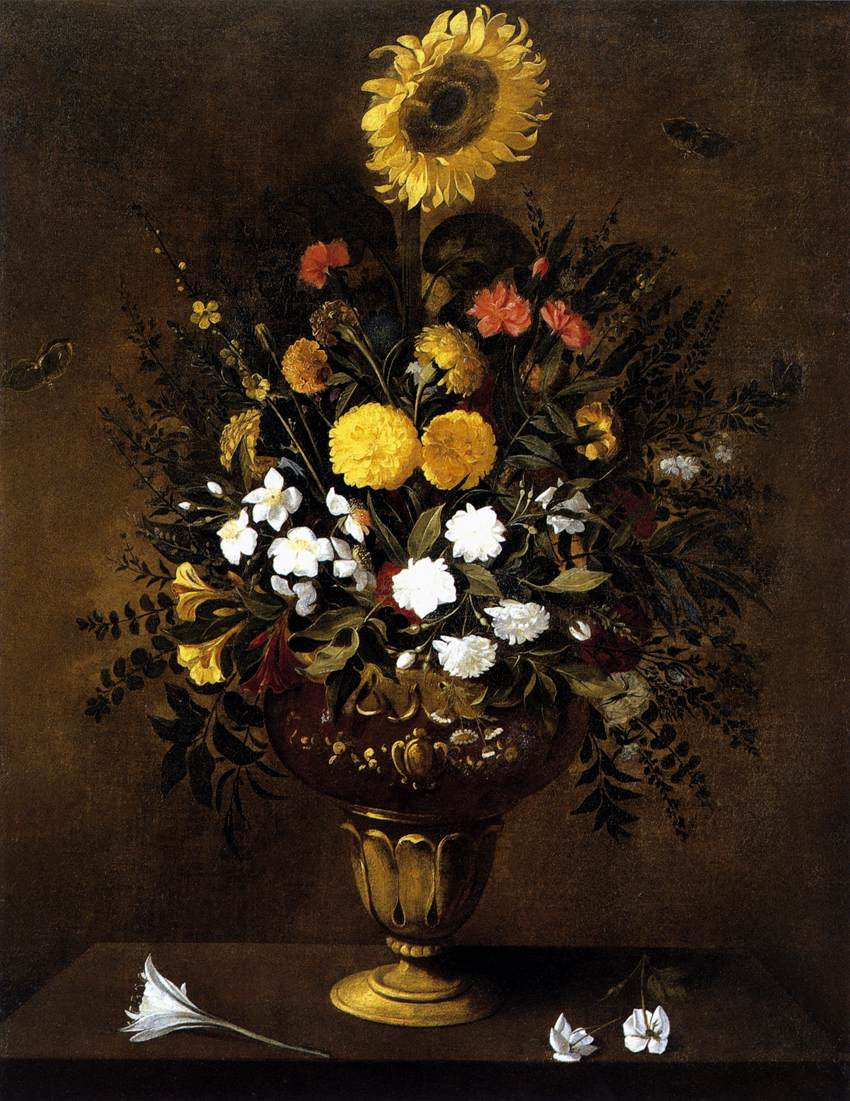
Pedro de Camprobín: Blumenvase mit Sonnenblume und Tagetes, um 1665, Privatsammlung
Antonio de Pereda: Stillleben mit Gemüse und Küchengeräten, um 1651, Museu Nacional de Arte Antiga, Lissabon
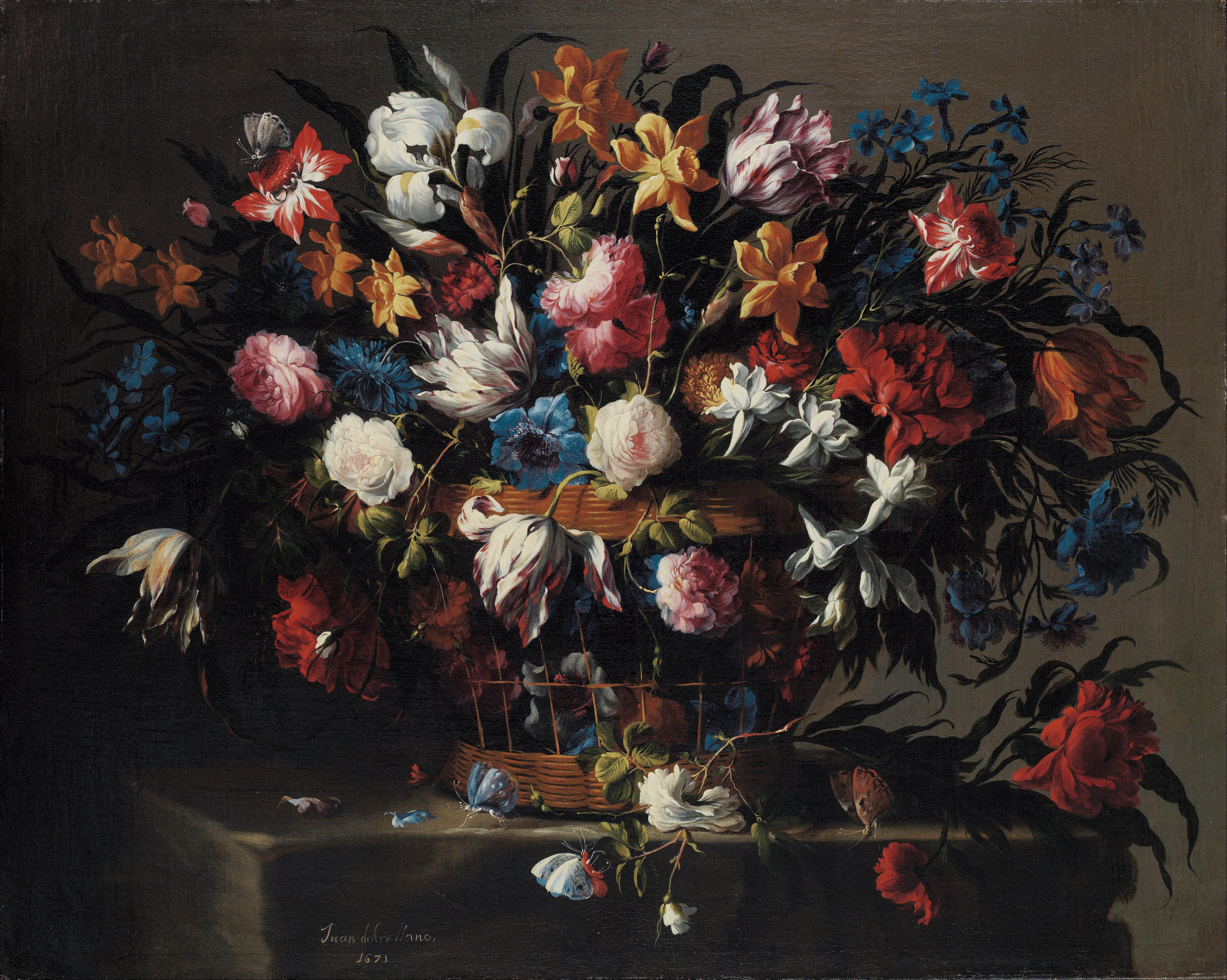
Juan de Arellano: Korb mit Blumen, 1671, Museo de Bellas Artes de Bilbao
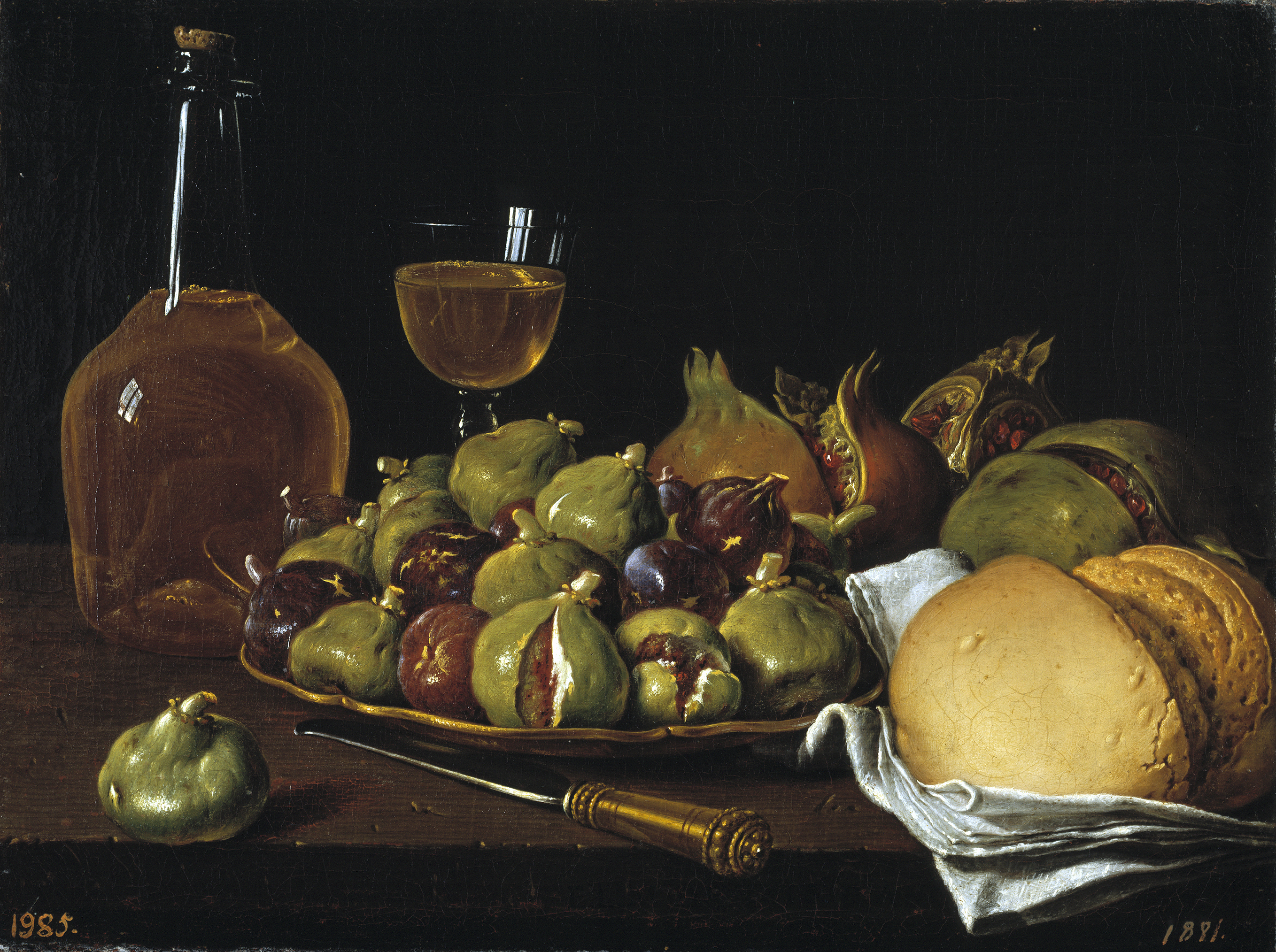
Luis Meléndez: Bodegón mit Feigen, Granatäpfeln und Brot, 1770, Prado, Madrid

#### Frankreich
Im frühbarocken Frankreich, mit Zentrum in Paris, entwickelte sich etwas später als in anderen Ländern eine eigenständige Stilllebenmalerei, die auch Inspirationen von flämischen, italienischen und möglicherweise auch spanischen Künstlern aufnahm. Erste Maler des Genres in Frankreich waren Sébastien Stoskopf, Lubin Baugin, Pierre Dupuis und Louise Moillon, die einen relativ asketischen, zurückhaltenden Stil pflegten. Beliebt waren vor allem Blumen- und/oder Früchte-Stillleben, seltener auch Mahlzeiten- und Vanitas-Stillleben. Nach 1650–60, zur Zeit Ludwigs XIV., entwickelte sich, wie im übrigen Europa, ein üppigerer, dekorativer Stil, dessen Hauptvertreter Jean Michel Picart und in der Folge vor allem Jean-Baptiste Monnoyer und Jean-Baptiste Belin waren.
In der ersten Hälfte des 18. Jahrhunderts kam es zunächst zu einem Qualitätsverlust des Genres. Dies änderte sich erst durch das Wirken von Jean Siméon Chardin, der von 1699 bis 1779 lebte. Er war ein Maler der Aufklärung, der die Abkehr von der Scheinhaftigkeit und Vordergründigkeit der höfischen Lebensweise hin zu einer schlichten Natürlichkeit verdeutlichte. Chardin öffnete den Blick für ein Leben jenseits der aristokratischen Leichtlebigkeit und der frivolen Spielerei. An die Stelle des prunkvollen barocken Stilllebens mit seiner symbolischen Bedeutung setzte Chardin das bürgerliche Gerät des Alltags. Die Farbigkeit seiner streng aufgebauten Werke und sein aufgelöster Farbauftrag wurden von den Impressionisten als vorbildlich angesehen.

Eine bedeutende und vielseitige Stilllebenmalerin gegen Ende des 18. Jahrhunderts war Anne Vallayer-Coster.

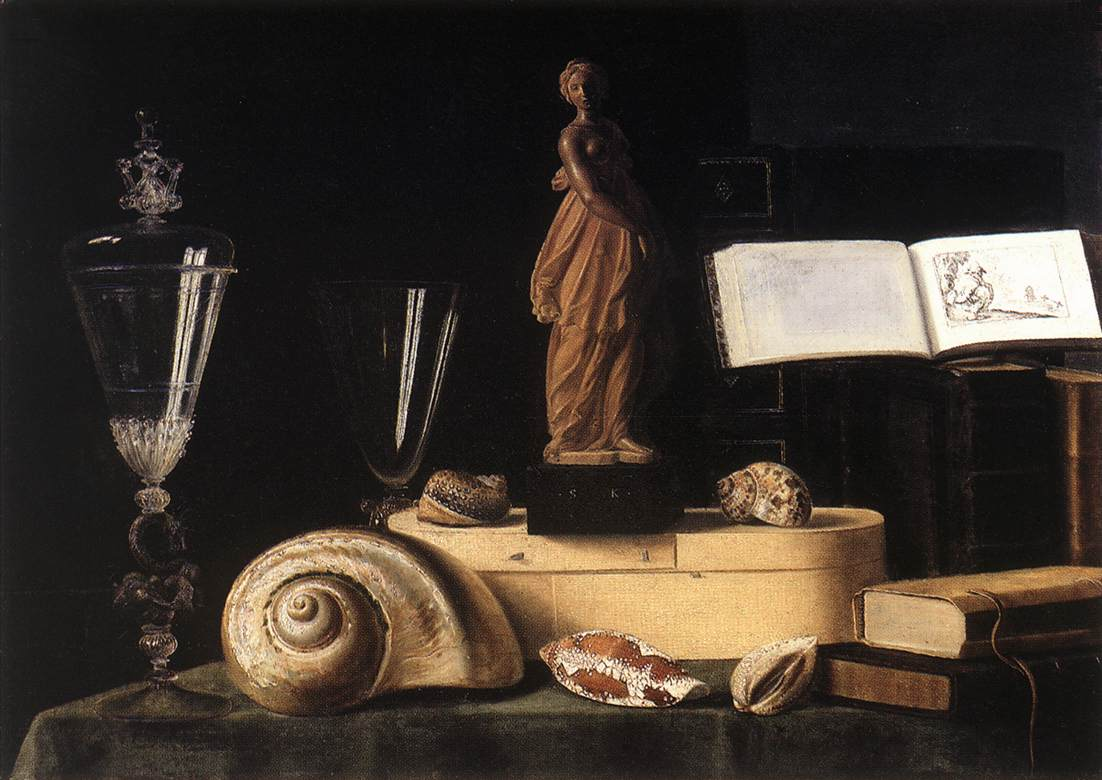
Sebastien Stoskopff: Stillleben mit Statuette und Muscheln, um 1630, Louvre, Paris
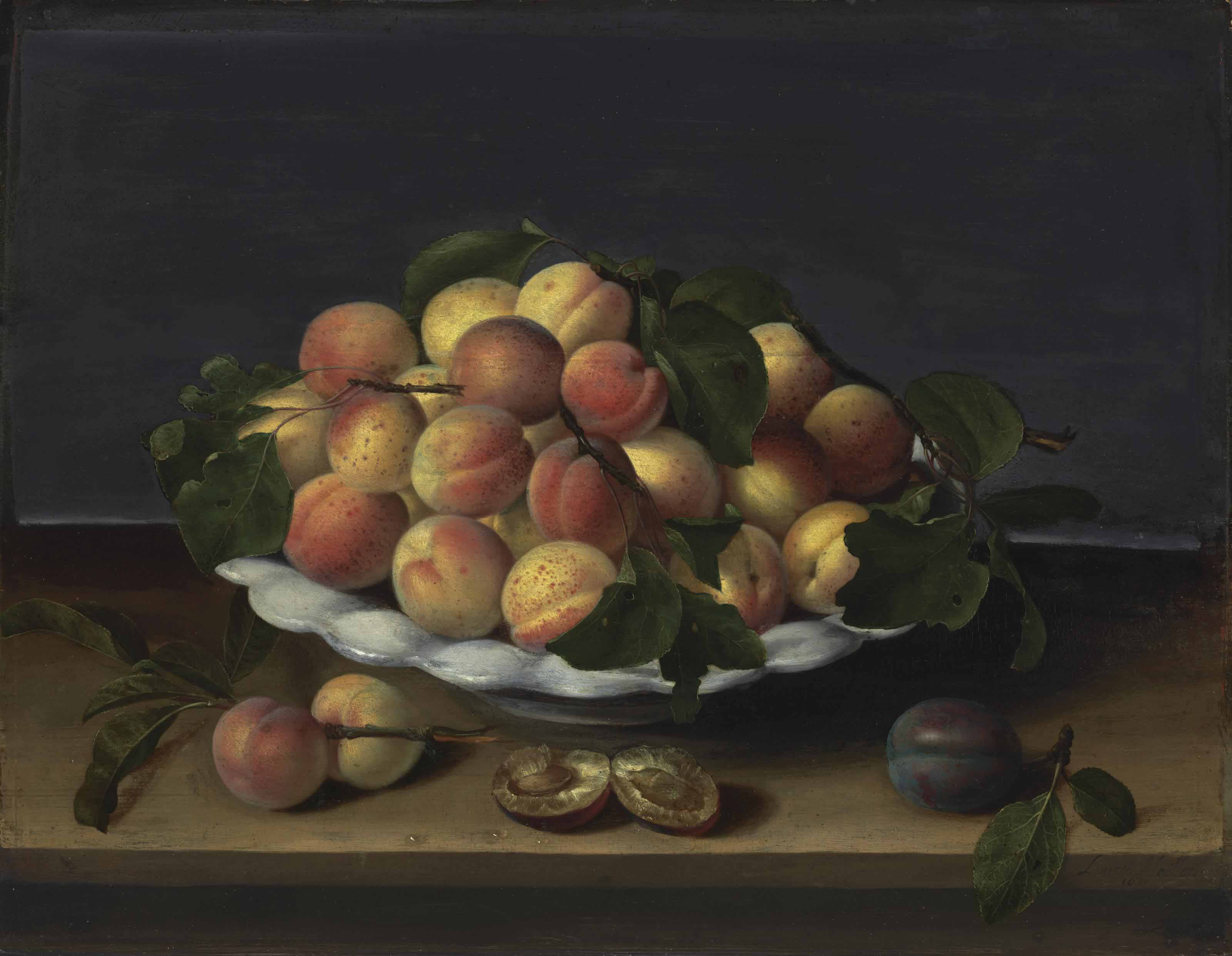
Louise Moillon: Eine Schale Aprikosen und Pflaumen, Privatsammlung
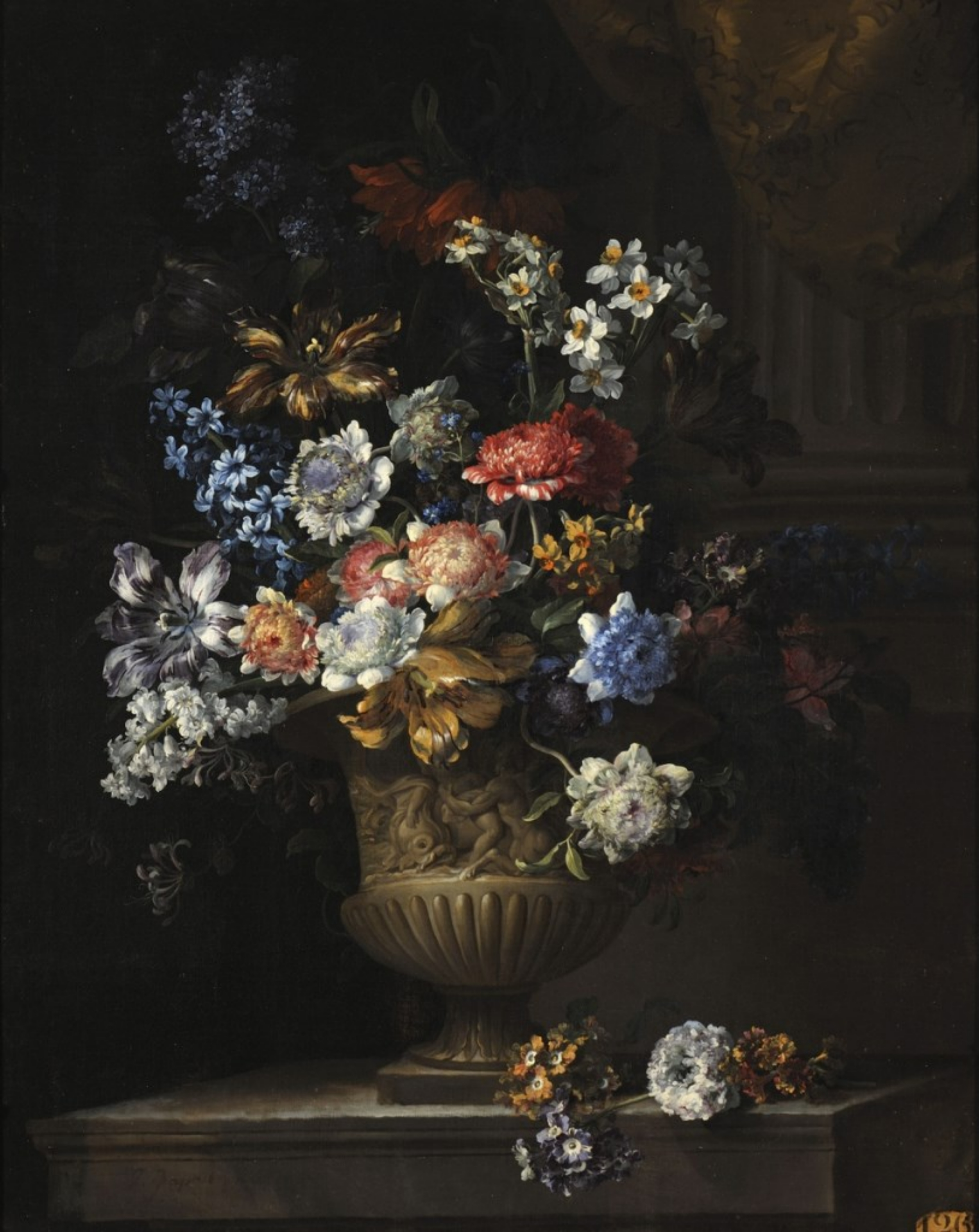
Jean-Baptiste Monnoyer: Blumen in einer marmornen Vase, Musée-des-Beaux-Arts, Lyon
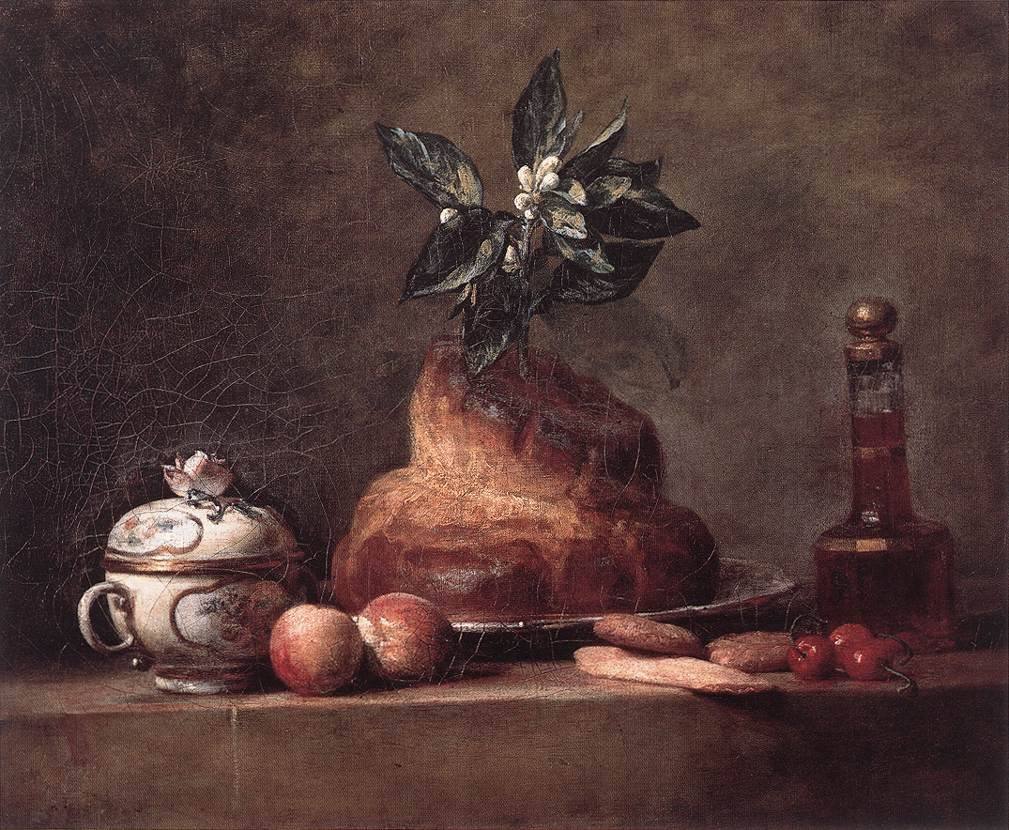
Jean Siméon Chardin: Die Brioche, 1763, Louvre, Paris
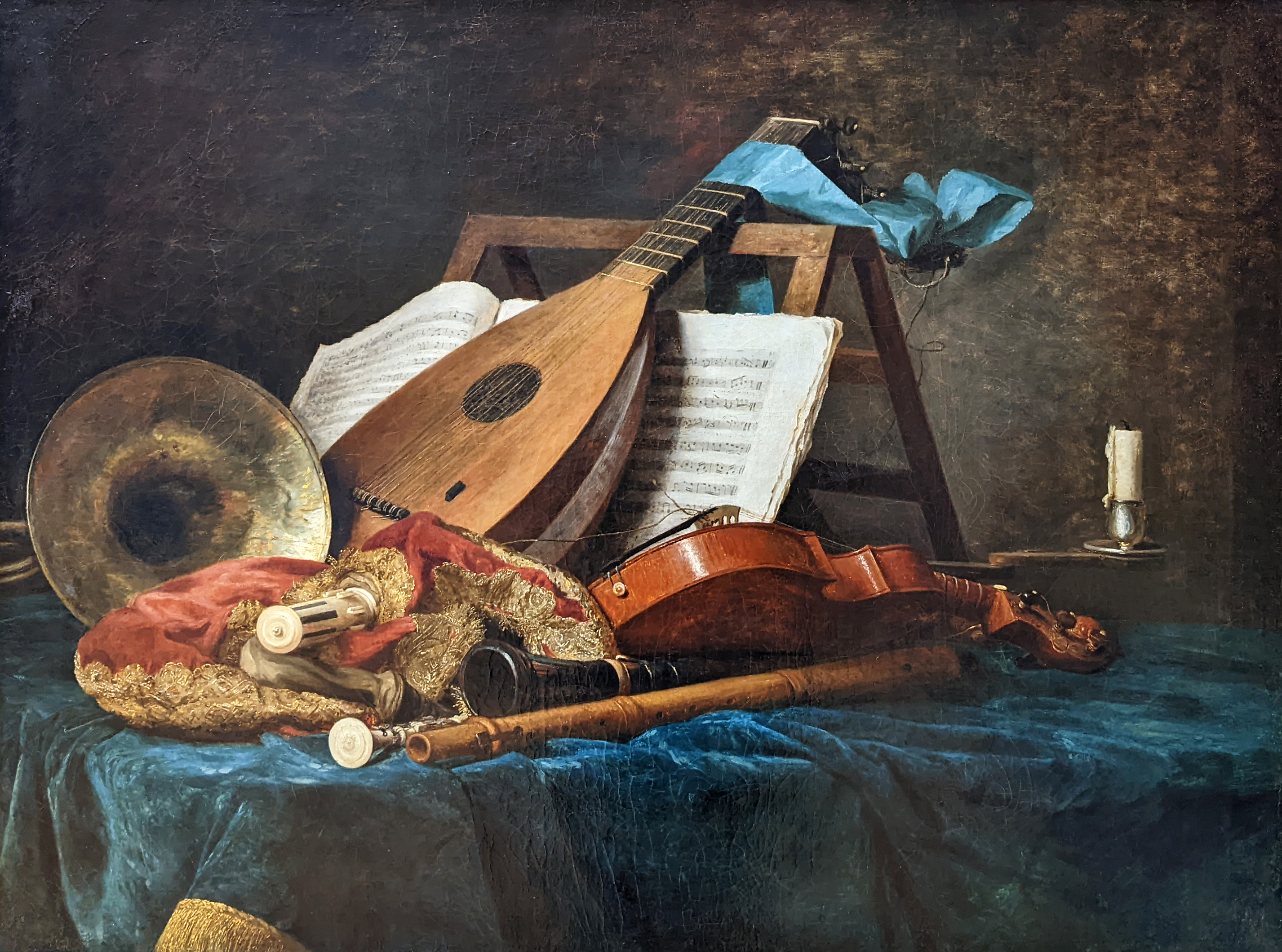
Anne Vallayer-Coster: Attribute der Musik, 1770, Louvre, Paris

### 19. und 20. Jahrhundert
Im 19. Jahrhundert kam das Stillleben wieder sehr in Mode, in Frankreich besonders durch Jean-Baptiste Robie (1821–1910), Antoine Vollon, Philippe Rousseau und Henri Fantin-Latour. Die Impressionisten konzentrierten sich in ihren Stillleben nicht mehr auf die möglichst genaue naturalistische Wiedergabe der Objekte, sondern erzeugten durch malerische Effekte eher eine poetische Vision oder eine Farbsymphonie. Auch wählten sie nicht selten ungewöhnliche oder überraschende Ansichten. Eine bedeutende Rolle spielen Stillleben im Werk von Édouard Manet, Claude Monet, Pierre-Auguste Renoir und Vincent van Gogh.
In Deutschland waren es Johann Wilhelm Preyer, seine Tochter Emilie sowie Jakob Lehnen (Mitglieder der Düsseldorfer Malerschule), die Berliner Charles Hoguet, Paul Meyerheim, Hertel, Theude und René Grönland, Friedrich Heimerdinger (Hamburg). Als Frauen waren beteiligt die Malerinnen Luise Begas-Parmentier, Hermione von Preuschen, Margarethe Hormuth-Kallmorgen und Elise Hedinger (1854–1923).
Im späten 19. und dem 20. Jahrhundert haben u. a. Paul Cézanne, Georges Braque, Juan Gris, Max Beckmann, Paula Modersohn-Becker, Giorgio Morandi, Georgia O’Keeffe, Horst Janssen, Berthe Art und Eberhard Schlotter dieses Genre aufgegriffen. Dabei kam es häufig zu einer starken formalen Vereinfachung und Abstraktion der Formen, die jenseits der ursprünglichen Zielsetzung des Genres – der Nachahmung der Natur – liegen.

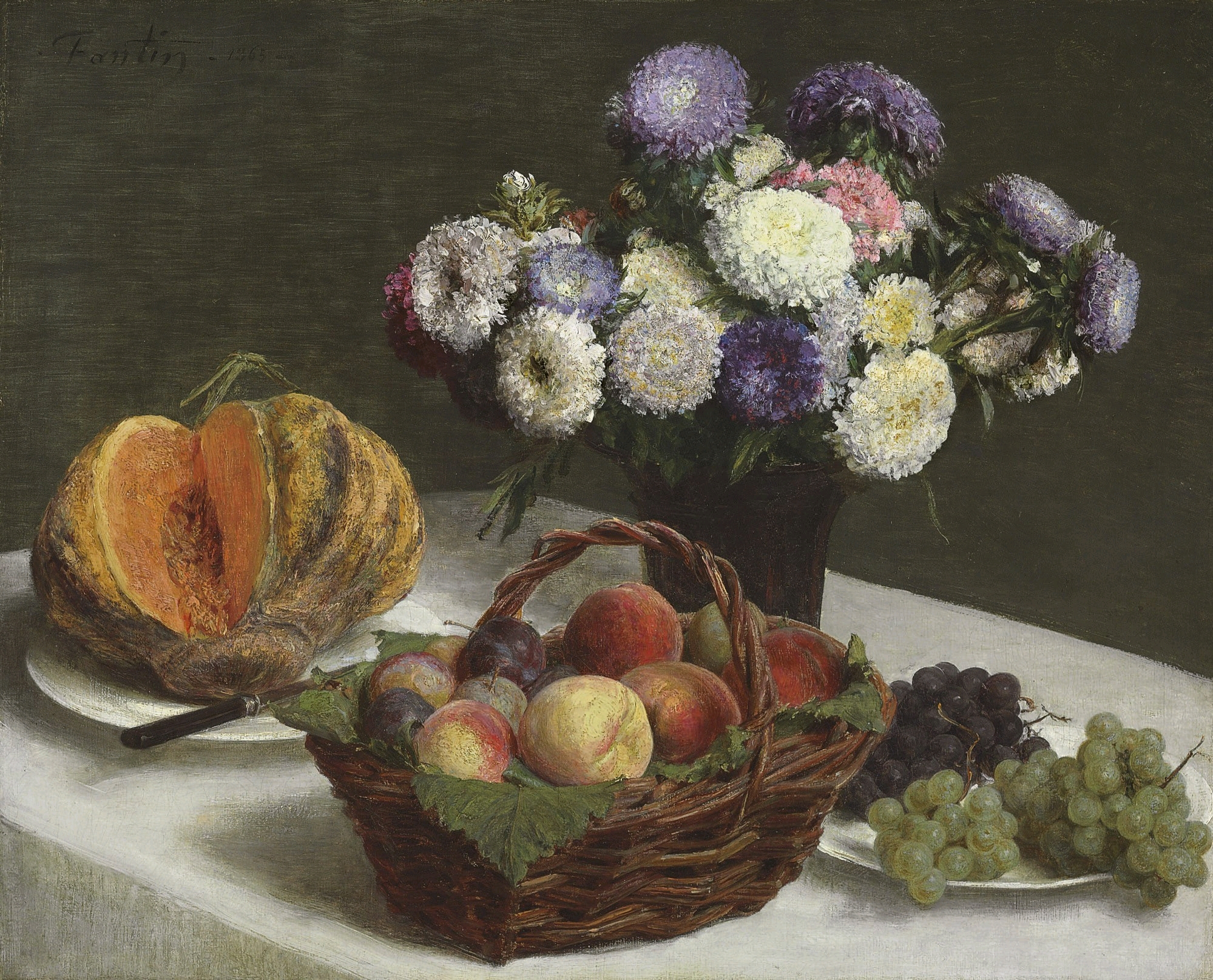
Henri Fantin-Latour: Blumen und Früchte, 1865
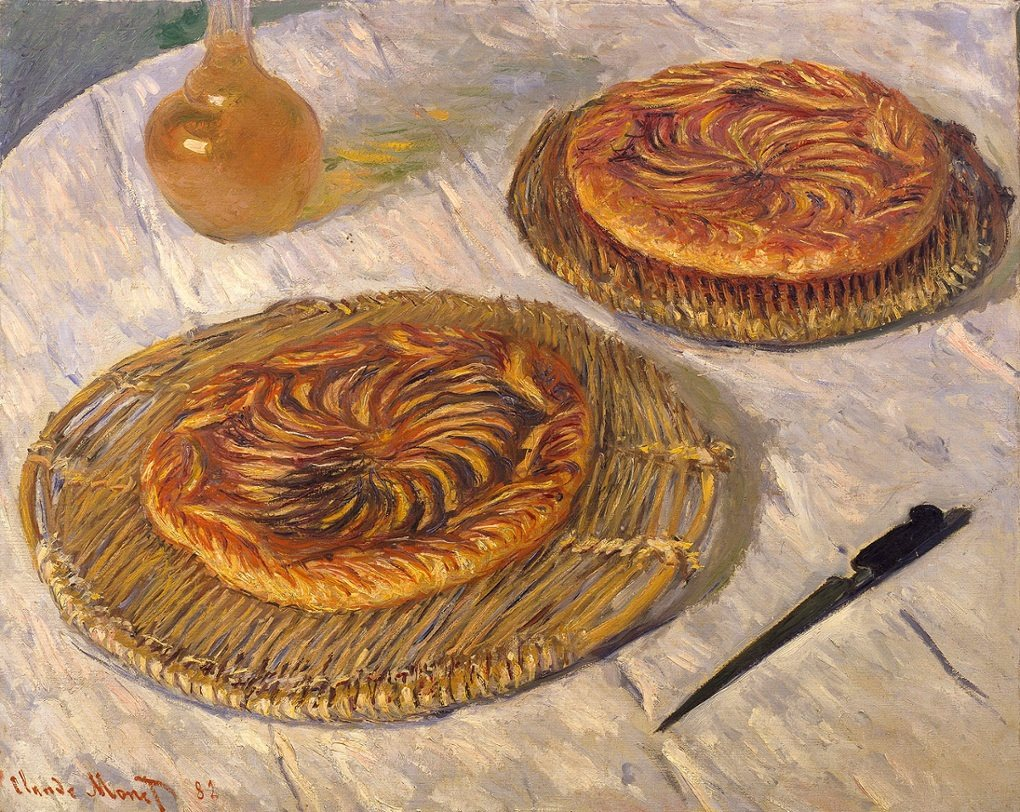
Claude Monet: Les Galettes, 1882, Privatsammlung
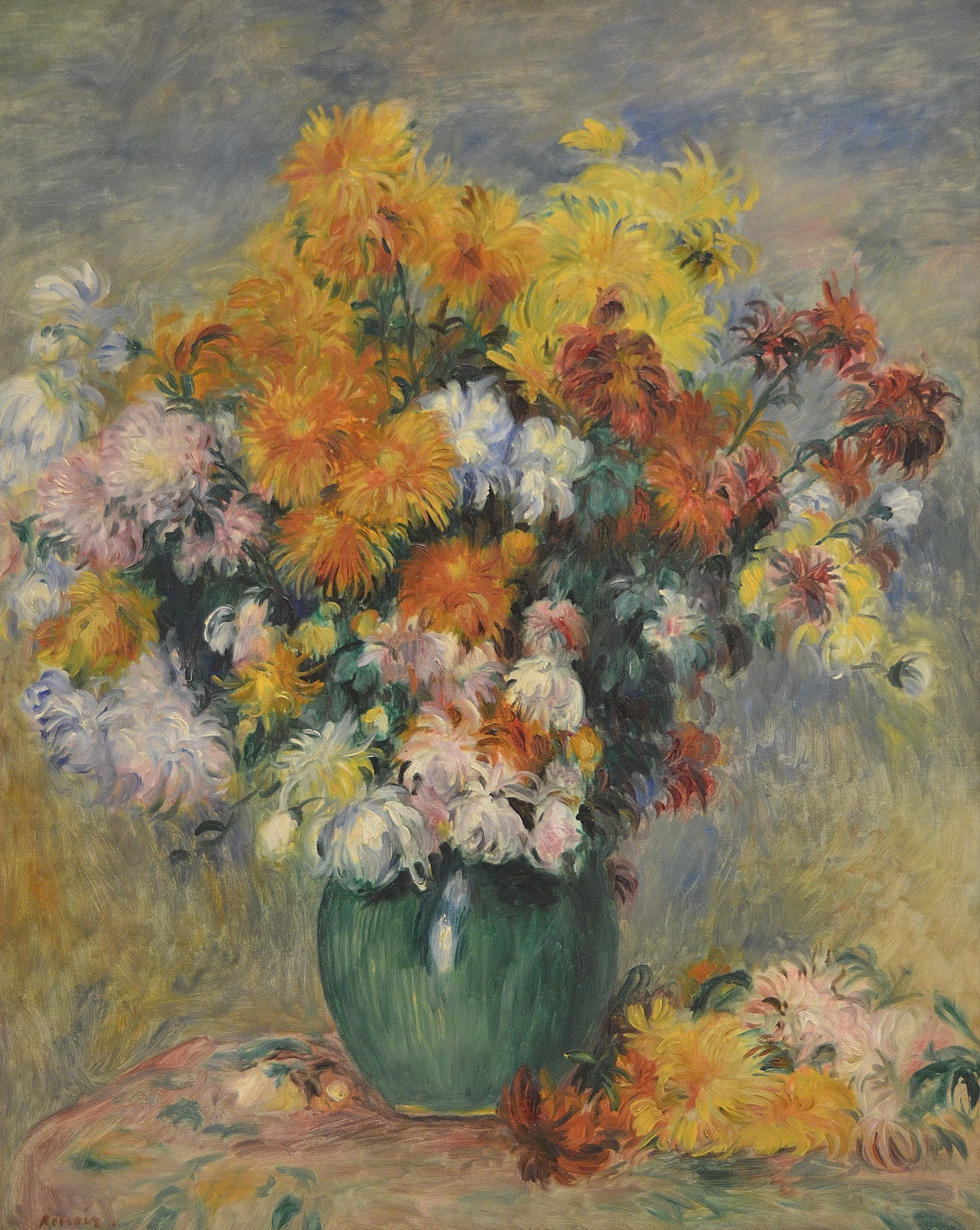
Pierre-Auguste Renoir: Ein Strauß Chrysantemen, 1884, Musée des Beaux-Arts, Rouen
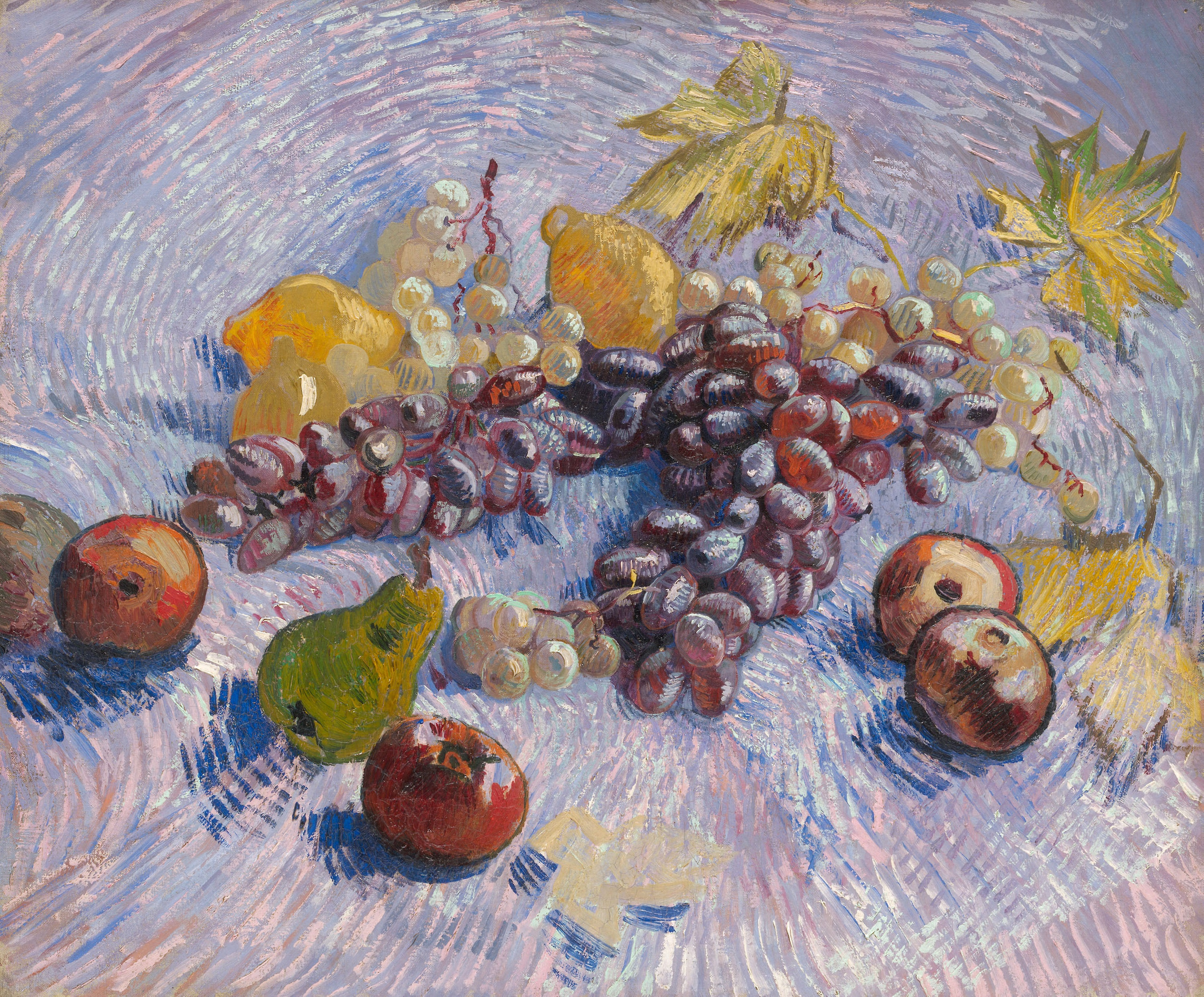
Vincent van Gogh: Trauben, Zitronen, Pfirsiche und Äpfel, 1887, Art Institute of Chicago
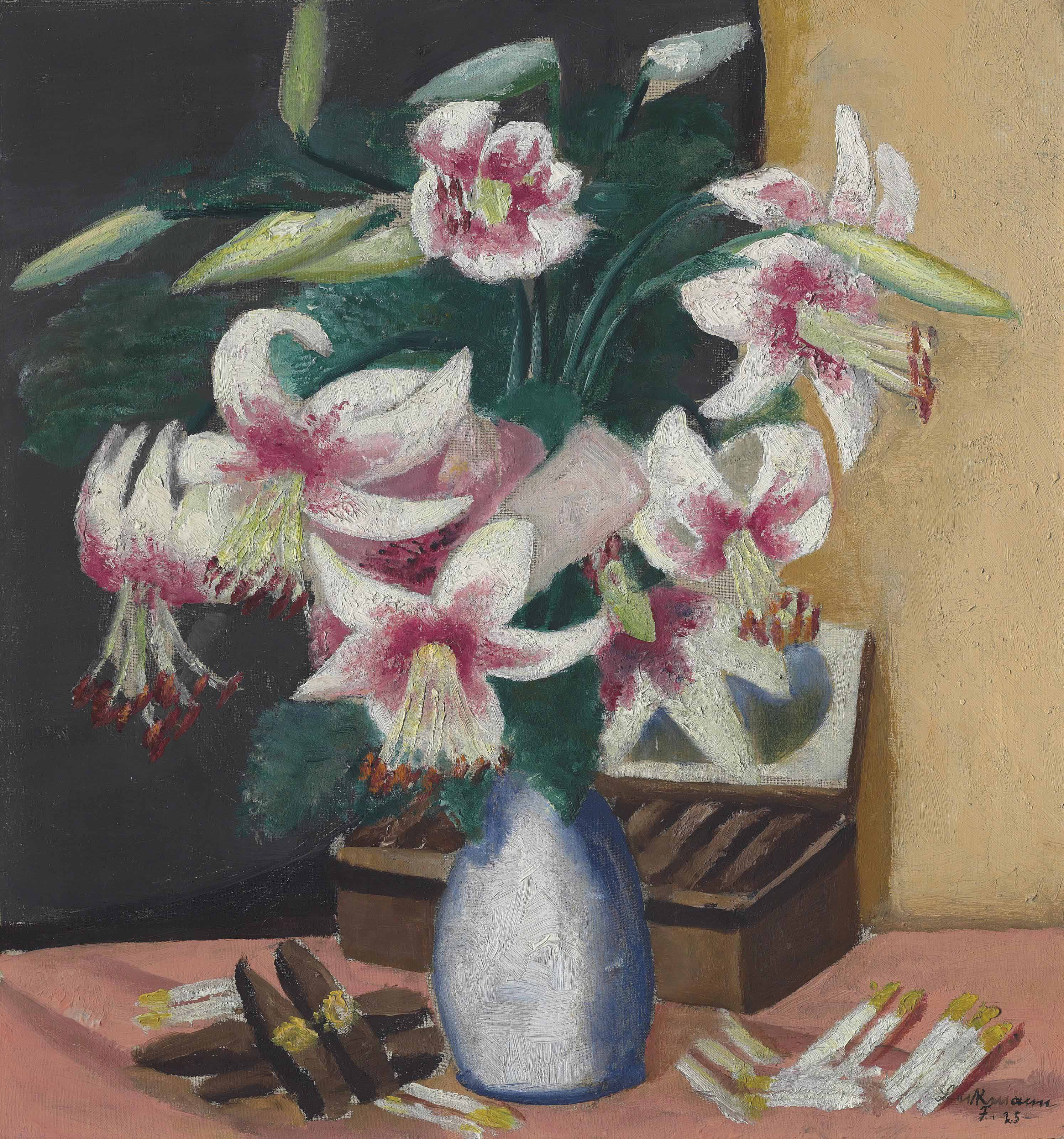
Max Beckmann: Stillleben mit Türkenbund (1926)
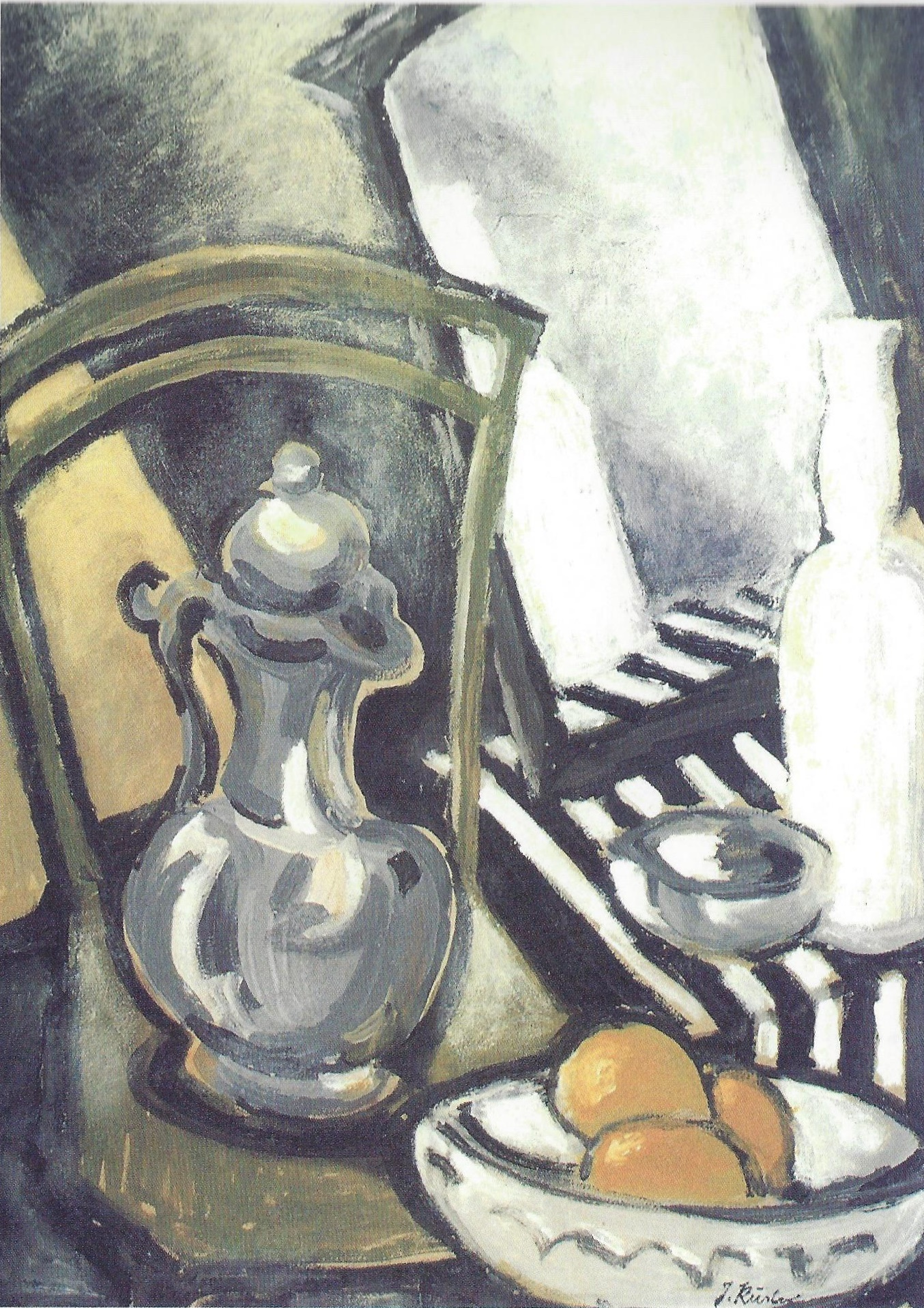
Jochen Kusber: Stillleben (1957)

## Fotografische Stillleben

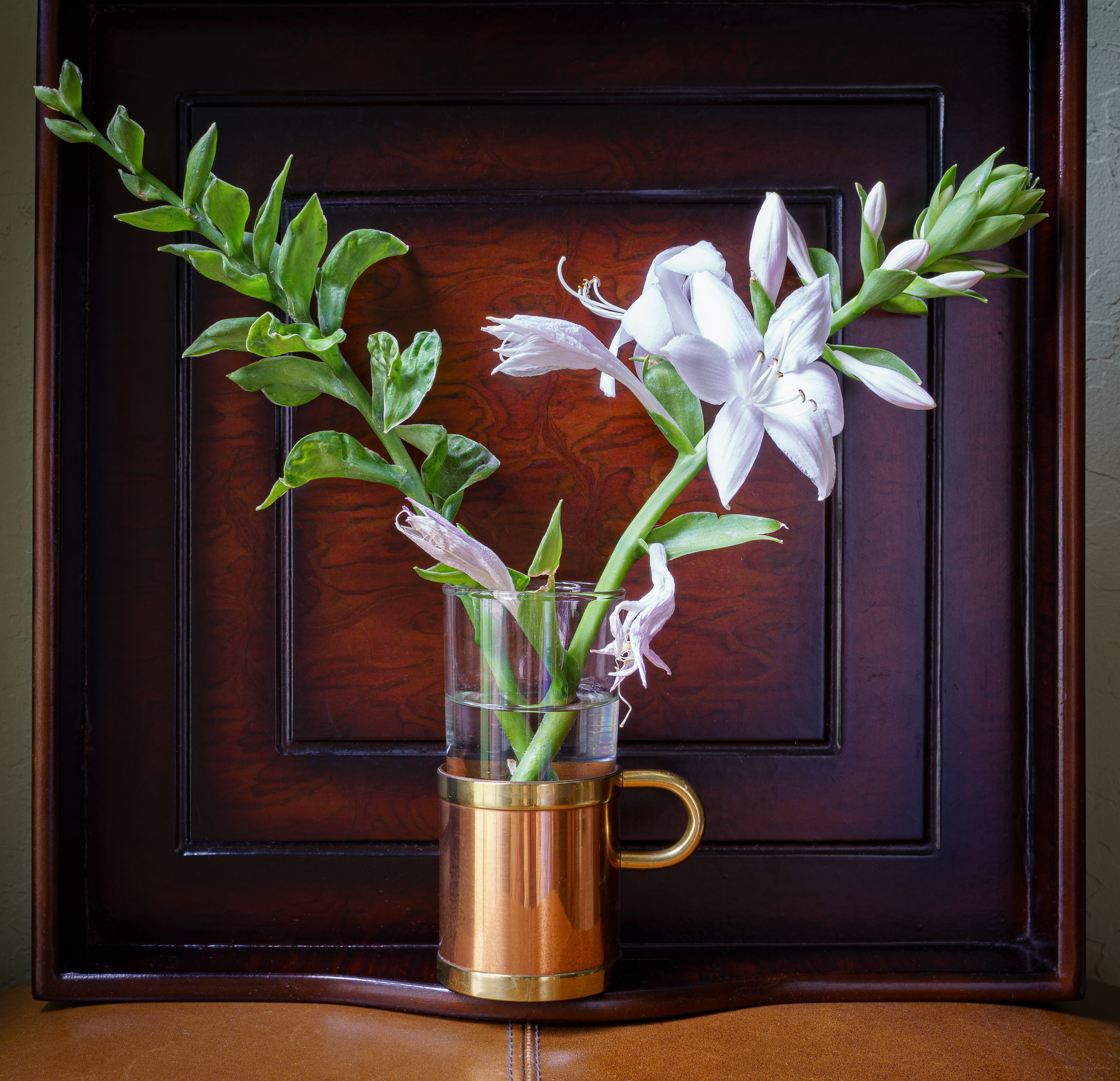
Fotografisches Stillleben

Fotografische Stillleben werden meist mit ihrem englischen Namen „still-life photography“ bezeichnet. Darunter versteht man die Aufnahme von Gegenständen. Neben den künstlerischen Still-Life-Aufnahmen gibt es als eigene Gruppe rein technische Sach- oder Produktaufnahmen, wie man sie häufig in der so genannten „angewandten Fotografie“ (z. B. Werbung) antrifft. Fotografische Stillleben wurden u. a. durch John Blakemore, Imogen Cunningham, Robert Mapplethorpe, Tina Modotti und David LaChapelle geschaffen.
- Siehe auch Tabletop-Fotografie

### Nachschlagewerke
- Meisterwerke des Stilllebens. Kleine digitale Bibliothek. Bd. 27. CD-ROM, Directmedia Publishing, Berlin 2007, Digitale Bibliothek, ISBN 978-3-89853-327-0.
- Hermain Bazin, Horst Gerson, Rolf Linnenkamp u. a.: Kindlers Malerei-Lexikon. Bd. 11. Kindler, Zürich 1985, S. 282–286.
- Allgemeines Künstlerlexikon (AKL). Die Bildenden Künstler aller Zeiten und Völker. K. G. Saur, München/ Leipzig 1991ff. ISBN 3-598-22740-X.
- Walther Bernt: Die niederländischen Maler des 17. Jahrhunderts. 800 Künstler mit 1470 Abb. 3 Bd. Münchner Verlag, München 19XX.
- Erika Gemar-Költzsch: Holländische Stillebenmaler im 17. Jahrhundert. Luca-Verlag, Lingen 1995, ISBN 3-923641-41-9.
- Fred G. Meijer, Adriaan van der Willigen: A dictionary of Dutch and Flemish still-life painters working in oils. 1525–1725. Primavera Press, Leiden 2003, ISBN 90-74310-85-0.
- Wolf Stadler u. a.: Lexikon der Kunst. Malerei, Architektur, Bildhauerei. Bd. 11. Karl Müller Verlag, Erlangen 1994, S. 167–176.
- Gerhard Strauss, Harald Olbrich: Lexikon der Kunst. Architektur, bildende Kunst, angewandte Kunst, Industrieformgestaltung, Kunsttheorie. Bd. 7. Seemann, Leipzig 1994, S. 64–67.
- Ulrich Thieme, Felix Becker (Hrsg.): Allgemeines Lexikon der Bildenden Künstler von der Antike bis zur Gegenwart. Leipzig 1907 bis 1950.
- Hans Vollmer: Allgemeinem Lexikon der bildenden Künstler des XX. Jahrhunderts ergänzt. Leipzig 1953 bis 1962.

### Monografien und Ausstellungskataloge
- Ingvar Bergström: Dutch still-life painting in the seventeenth century. Aus dem Schwedischen von Christina Hedström und Gerald Taylor. Faber & Faber, London 1956.
- Uta Bernsmeier (Hrsg.): Stilleben in Europa. Westfälisches Landesmuseum für Kunst und Kunstgeschichte, Münster, 25.11.1979–24.2.1980. Staatliche Kunsthalle Baden-Baden, 15.3.–15.6.1980 (Ausstellungskatalog). Münster 1979.
- Gianluca & Ulisse Bocchi: Pittori di natura morta a Roma : artisti stranieri 1630–1750 = Still life painters in Rome : foreign artists 1630–1750, Arti Grafiche Castello, Viadana, 2004.
- Laurens Bol: Holländische Maler des 17. Jahrhunderts, nahe den großen Meistern: Landschaften und Stilleben. Klinkhardt & Biermann, Braunschweig 1969.
- Luca Bortolotti: La natura morta - storia, artisti, opere, Giunti Editore, Prato, 2003.
- Éric Coatalem, Florence Thiéblot: La nature morte française au XVIIe siècle = 17th-century still-life painting in France, Faton (Verlag), Dijon, 2014.
- Véronique Damian et al.: L’oeil gourmand, percorso nella natura morta napoletana del XVII secolo (Ausstellungskatalog), Galerie Canesso, Paris 2007.
- Pamela Hibbs Decoteau: Clara Peeters: 1594 – ca. 1640, and the development of still-life painting in northern Europe. Luca-Verlag, Lingen 1992, ISBN 3-923641-38-9.
- Sybille Ebert-Schifferer: Die Geschichte des Stillebens. Hirmer Verlag, München 1998, ISBN 3-7774-7890-3.
- Klaus Ertz et al.: Das flämische Stillleben 1550–1680 (Sinn und Sinnlichkeit). Katalog der Ausstellung in der Villa Hügel, Essen, und im Kunsthistorischen Museum, Wien, 2002. Kulturstiftung Ruhr Essen / Luca Verlag, Lingen, 2002
- Michel Faré: La nature morte en France : son histoire et son évolution du XVIIe au XXe siècle, Pierre Cailler (Verlag), Genf, 1962
- Michel Faré: Le grand siècle de la nature morte en France, le XVIIe siècle, Fribourg & Paris, 1976
- Claus Grimm: Stilleben. Die italienischen, spanischen und französischen Meister. Belser, Stuttgart 1995, ISBN 3-7630-2303-8; Neuauflage 2001, 2010, ISBN 978-3-7630-2562-6.
- Claus Grimm: Stilleben. Die niederländischen und deutschen Meister. Belser, Stuttgart/Zürich 1988, ISBN 3-7630-1945-6; Neuauflage 2001, 2010, ISBN 978-3-7630-2562-6.
- Samuel van Hoogstraten: Inleydingh tot de Hooge Schoole der Schilderkonst. De zichtbaere werelt. Verdeelt in negen leerwinkels. Davaco Publ., Utrecht 1969 (Nachdr. der Ausg. Rotterdam 1678).
- William B. Jordan & Peter Cherry: Spanish still life from Velázquez to Goya, Yale University Press, New Haven [CT], 1995, ISBN 0-300-06356-3, 1-85709-063-2
- Gerhard Langemeyer, Hans-Albert Peeters (Hrsg.): Stilleben in Europa. (Aust.kat.: Westfälisches Landesmuseum für Kunst und Kulturgeschichte Münster & Staatliche Kunsthalle Baden-Baden 1980). Landschaftsverband Westfalen-Lippe, Münster 1979.
- Roswitha Neu-Kock (Red.): Stilleben – Natura Morta. Im Wallraf-Richartz-Museum und im Museum Ludwig. (Aust.kat.: Wallraf-Richartz-Museum und Museum Ludwig Köln 1980). Museen der Stadt Köln, Köln 1980.
- Michael North: Geschichte der Niederlande. Beck, München 2003, ISBN 3-406-41878-3
- Alfonso E. Pérez Sánchez: La nature morte Espagnole du XVIIe siècle à Goya, Office du Livre, Fribourg, 1987, ISBN 2-8264-0069-X
- Francesco Porzio, Federico Zeri, Elisabetta Avanzati (Hrsg.): La Natura morta in Italia. 2 Bände. Mondadori Electa, Mailand 1989.
- Luigi Salerno (Hrsg.): La natura morta italiana 1560–1805. Bozzi, Rom 1984.
- Claudia Salvi: D' après nature : la nature morte en France au XVIIe siècle, Renaissance du Livre (Verlag), Tournai, 2000, ISBN 2-8046-0408-X
- Franz-Xaver Schlegel: Das Leben der toten Dinge – Studien zur modernen Sachfotografie in den USA 1914–1935 2 Bde. Art in Life, Stuttgart 1999, ISBN 3-00-004407-8.
- Norbert Schneider: Stilleben. Realität und Symbolik der Dinge; die Stillebenmalerei der frühen Neuzeit. Taschen, Köln 1989, ISBN 3-8228-0398-7.
- Sam Segal, William B. Jordan: A prosperous past. The sumptuous still life in the Netherlands. 1600–1700. (Aust.kat.: Delft & Cambridge & Massachusetts & Texas). SDU Publ., Den Haag 1989, ISBN 90-12-06238-1.
- Martina Sitt, Hubertus Gaßner (Hrsg.): Spiegel geheimer Wünsche. Stillleben aus fünf Jahrhunderten. Hirmer Verlag München 2008, ISBN 978-3-7774-4195-5.
- A.P.A. Vorenkamp: Bijdrage tot de geschiedenis van het Hollandsch stilleven in de 17 eeuw: proefschrift ter verkrijging van den graad van doctor in de letteren en wijsbegeerte aan de Rijks-Universiteit te Leiden. N.V. Leidsche Uitgeversmaatschappij, Leiden 1933.
- Federico Zeri: La natura morta in Italia. 2 Bände, Electa, Mailand, 1989.

### Aufsätze und Artikel
- Claus Grimm: Küchenstücke – Marktbilder – Fischstilleben. In: Gerhard Langemeyer, Hans-Albert Peeters (Hrsg.): Stilleben in Europa. (Aust.kat.: Westfälisches Landesmuseum für Kunst und Kulturgeschichte Münster & Staatliche Kunsthalle Baden-Baden 1980). Landschaftsverband Westfalen-Lippe, Münster 1979, S. 351–378.
- Eddy de Jongh: De interpretatie van stillevens: grenzen en mogelijkheden. In: Eddy de Jongh: Kwesties van betekenis. Thema en motief in de Nederlandse schilderkunst van de zeventiende eeuw. Primavera Pers, Leiden 1995, ISBN 90-74310-14-1, S. 130–148.
- Wouter Th. Kloek: The migration from the South to the North. In: Ger Lujten (Hrsg.): Dawn of the Golden Age. Northern Netherlandish art 1580–1620. (Aust.kat.: Rijksmuseum, Amsterdam 1993/94). Waanders, Zwolle 1993.
- Wolfgang Prohaska et al.: Das geistliche Stillleben – Blumenkränze und Girlanden, in: Alexander Wied, Klaus Ertz et al.: Das flämische Stillleben 1550–1680 (Sinn und Sinnlichkeit) (Katalog der Ausstellung in der Villa Hügel, Essen, und im Kunsthistorischen Museum, Wien, 2002), Kulturstiftung Ruhr Essen / Luca Verlag, Lingen, 2002, S. 320–355